# Список фильмов киностудии «Мосфильм»
Список фильмов киностудии «Мосфи́льм» включает в хронологическом порядке кинофильмы произведённые студией, известной с 4 января 1936 года как киностудия «Мосфильм», а до того — 1-я и 3-я фабрики Госкино, с 1926 года — объединённая Московская фабрика «Совкино», с 1930 года — Московская объединённая фабрика «Союзкино», с 1932 года — Московская фабрика «Росфильм», с 1933 года — Московская кинофабрика «Союзфильм», с 1934 года — Москинокомбинат, с 1935 года — кинофабрика «Мосфильм». По состоянию на январь 2018 года на студии снято более 2500 фильмов.

## 1923—1930

### 1923
1. На крыльях ввысь (режиссёр: Борис Михин)[5][6]

### 1924
1. Банда батьки Кныша (режиссёр: Александр Разумный)[1]
2. Враги (режиссёр: Чеслав Сабинский)[6]
3. Гонка за самогонкой (режиссёр: Абрам Роом)[7]
4. Долина слёз (режиссёр: Александр Разумный)[7]
5. Евдокия Рожновская (режиссёр: Сергей Митрич)[7]
6. Как Петюнька ездил к Ильичу (режиссёр: Михаил Доронин)[6][8]
7. К надземным победам (режиссёр: Александр Анощенко)[6][7]
8. Необычайные приключения мистера Веста в стране большевиков (режиссёр: Лев Кулешов)[6]
9. Старец Василий Грязнов (режиссёр: Чеслав Сабинский)[9]
10. Стачка (режиссёр: Сергей Эйзенштейн)[1]
11. Тёплая компания (режиссёр: Лео Мур)[7]

### 1925
1. Бабий лог (режиссёр: Сергей Митрич)[1]
2. Броненосец «Потёмкин» (режиссёр: Сергей Эйзенштейн)[1]
3. Бывшие люди (режиссёр: Михаил Доронин)
4. Волки (режиссёр: Лео Мур)[10]
5. Вчера и сегодня (режиссёр: Михаил Вернер)
6. Глушь Поволжская (режиссёр: Сергей Митрич)[1]
7. Еврейское счастье (режиссёр: Алексей Грановский)[10]
8. Жена предревкома (режиссёр: Валерий Пушков, Александр Иванов-Гай)[10]
9. За чёрное сердце (режиссёр: Чеслав Сабинский)
10. Золотой запас (режиссёр: Владимир Гардин)[10]
11. Крест и маузер (режиссёр: Владимир Гардин)[11]
12. Лицом к селу (режиссёр: Иван Калабухов)[10]
13. Луч смерти (режиссёр: Лев Кулешов, Всеволод Пудовкин)[6]
14. Морока (режиссёр: Евгений Иванов-Барков, Юрий Тарич)[10]
15. Паук и муха (режиссёр: Александр Иванов-Гай)[10]
16. Первые огни (режиссёр: Юрий Тарич)[10]
17. Перевал (режиссёр: Сергей Митрич)[10]
18. Чудесная книжка (режиссёр: Александр Анощенко-Анод)

### 1926
1. Абрек Заур / Сын гор (режиссёр: Борис Михин)
2. Беспризорный спортсмен (режиссёр: Николай Бравко, Лев Константиновский, Николай Богданов)[1]
3. Бухта смерти (режиссёр: Абрам Роом)[1]
4. Ветер (режиссёр: Чеслав Сабинский, Лев Шеффер)
5. Господа Скотинины (режиссёр: Григорий Рошаль)
6. Два дыма / Ледоход / Девушка-герой / Рождённые бурей (режиссёр: Олег Фрелих)
7. Избушка на Байкале (режиссёр: Борис Светозаров)
8. Каштанка (режиссёр: Ольга Преображенская)
9. Крестовик (режиссёр: Василий Сахновский)
10. Крылья холопа (режиссёр: Леонид Леонидов, Юрий Тарич)
11. Мамут и Айше (режиссёр: Лео Мур)
12. Не всё коту масленица (режиссёр: Казимир Гертель)
13. Отец (режиссёр: Леонид Молчанов)
14. Песнь о камне (режиссёр: Лео Мур)
15. По закону (режиссёр: Лев Кулешов)
16. Потомок араба (режиссёр: Яков Морин)
17. Предатель (режиссёр: Абрам Роом)
18. Против воли отцов (режиссёр: Евгений Иванов-Барков)
19. Степные огни (режиссёр: Григорий Лемберг)
20. Тарко (режиссёр: Владимир Фейнберг)

### 1927
1. Аня (режиссёр: Иван Правов, Ольга Преображенская)
2. Бабы рязанские (режиссёр: Иван Правов, Ольга Преображенская)[1]
3. Булат-Батыр (режиссёр: Юрий Тарич)
4. Ваша знакомая (режиссёр: Лев Кулешов)
5. Великий путь (режиссёр: Эсфирь Шуб)[1]
6. Два друга, модель и подруга (режиссёр: Алексей Попов)[1]
7. Железом и кровью (режиссёр: Владимир Карин)
8. Жена (режиссёр: Михаил Доронин)
9. Кафе Фанкони (режиссёр: Михаил Капчинский)
10. Красавица Харита (режиссёр: Лев Шеффер)
11. Круг (режиссёр: Александр Гавронский, Юлий Райзман)
12. Леон Кутюрье (режиссёр: Владимир Касьянов)
13. Мабул (режиссёр: Евгений Иванов-Барков)
14. Октябрь (режиссёр: Сергей Эйзенштейн, Григорий Александров)[1]
15. Падение династии Романовых (режиссёр: Эсфирь Шуб)
16. Поцелуй Мэри Пикфорд (режиссёр: Сергей Комаров)
17. Путь в Дамаск (режиссёр: Лев Шеффер)
18. Рейс мистера Ллойда (режиссёр: Дмитрий Бассалыго)
19. Тайна Ани Гай (режиссёр: Иван Правов, Ольга Преображенская)
20. Третья Мещанская (режиссёр: Абрам Роом)[1]
21. Узел (режиссёр: Владимир Широков)
22. Ухабы (режиссёр: Абрам Роом)
23. Чашка чая (режиссёр: Николай Шпиковский)
24. Яд (режиссёр: Евгений Иванов-Барков)

### 1928
1. Арсенал (режиссёр: Александр Довженко)
2. Вор (режиссёр: Валерий Инкижинов)
3. Герои Домны (режиссёр: Евгений Иванов-Барков)[1]
4. Заводной жук (режиссёр: Дмитрий Бассалыго)
5. Иван да Марья (режиссёр: Владимир Широков)
6. Каторга (режиссёр: Юлий Райзман)
7. Китайская мельница (режиссёр: Александр Бабель)
8. Кружева (режиссёр: Сергей Юткевич)
9. Лихое золото (режиссёр: Владимир Юренев)
10. Маленькие и большие (режиссёр: Дмитрий Бассалыго)
11. Оторванные рукава (режиссёр: Борис Юрцев)
12. Переполох (режиссёр: Александр Левшин)
13. Потомок Чингизхана (режиссёр: Всеволод Пудовкин)
14. Россия Николая II и Лев Толстой (режиссёр: Эсфирь Шуб)
15. Светлый город (режиссёр: Ольга Преображенская, Иван Правов)
16. Свои и чужие (режиссёр: Юрий Тарич)
17. Седьмой спутник (режиссёр: Владимир Касьянов)
18. Танька-трактирщица (режиссёр: Борис Светозаров)

### 1929
1. Бедствующий остров (режиссёр: Александр Разумный)[1]
2. Её путь (режиссёр: Александр Штрижак-Штейнер, Дмитрий Познанский)
3. Иуда (режиссёр: Евгений Иванов-Барков)
4. Князь Церен (режиссёр: Борис Михин)
5. Когда зацветут поля (режиссёр: Илья Кравчуновский)
6. Мир входящему (режиссёр: Александр Усольцев-Гарф)
7. На повороте (режиссёр: Лев Шеффер)
8. Последний аттракцион (режиссёр: Ольга Преображенская, Иван Правов)[1]
9. Посторонняя женщина (режиссёр: Иван Пырьев)
10. Привидение, которое не возвращается (режиссёр: Абрам Роом)
11. Старое и новое (режиссёр: Сергей Эйзенштейн, Григорий Александров)
12. Счастливые кольца (режиссёр: Николай Садкович, Лев Голуб)

### 1930
1. Айна (режиссёр: Николай Тихонов)
2. Будьте такими (режиссёр: Арташес Ай-Артян, Виктор Шестаков)[1]
3. Города и годы (режиссёр Евгений Червяков)
4. Государственный чиновник (режиссёр: Иван Пырьев)[1]
5. Завтра ночью (режиссёр: Михаил Гоморов, Илья Кравчуновский)[1]
6. Запомните их лица (режиссёр: Иван Мутанов)
7. Звуковая сборная программа № 1 (режиссёр: А. Эллм, Григорий Левкоев, Абрам Роом)
8. Звуковая сборная программа № 2 (режиссёр: Дзига Вертов, Николай Экк)
9. Звуковая сборная программа № 3 (режиссёр: Борис Альтшуллер, Анатолий Головня, А. Морской)
10. Крупная неприятность (Золотая колесница) (режиссёр: Алексей Попов, Михаил Каростин)
11. Мировое имя (режиссёр: Николай Верховский)
12. Неизвестное лицо (режиссёр: Василий Журавлёв)
13. Олимпиада искусств (режиссёр: Владимир Ерофеев)
14. Песнь о первой девушке (режиссёр: Лев Голуб, Николай Садкович)
15. Путь энтузиастов (режиссёр: Николай Охлопков)
16. Реванш (режиссёр: Василий Журавлёв)
17. Сегодня (режиссёр: Эсфирь Шуб)[1]
18. Станица Дальняя (режиссёр: Сергей Казаков, Владимир Козлов)
19. Стыдно сказать (режиссёр: Павел Арманд)
20. Твёрдый характер (режиссёр: Борис Юрцев)
21. Те, которые прозрели (режиссёр: Владимир Касьянов)
22. Тихий Дон (режиссёр: Иван Правов, Ольга Преображенская)[1]
23. Труп де юре (режиссёр: Иван Виноградов)
24. Человек остался один (режиссёр: Александр Усольцев-Гарф)

## 1931—1940

### 1931
1. Арпачайская поэма (режиссёр: Максим Максимович)
2. Бомбист (режиссёр: Василий Журавлёв)
3. Герои Мархоты (режиссёр: Борис Шелонцев)
4. Две матери (режиссёр: Лев Шеффер)
5. Златые горы (Счастливая улица) (режиссёр: Сергей Юткевич)
6. Манометр-2 (режиссёр: Абрам Роом)
7. Моряки защищают Родину (режиссёр: Юрий Винокуров, Владимир Королевич)
8. Пётр Иванович (режиссёр: Арташес Ай-Артян)
9. Понятая ошибка (режиссёр: Владимир Штраус, Иван Пырьев)
10. Рядом с нами (режиссёр: Николай Бравко)
11. Токарь Алексеев (режиссёр: Виктор Шестаков)
12. Шторм (режиссёр: Григорий Левкоев)

### 1932
1. Аноха (режиссёр: Александр Усольцев-Гарф)
2. Властелин мира (режиссёр: Михаил Юдин, Пётр Зиновьев)
3. Дела и люди (режиссёр: Александр Мачерет)
4. Изящная жизнь (режиссёр: Борис Юрцев)
5. Комсомол — шеф электрификации (режиссёр: Эсфирь Шуб)
6. Крылья (режиссёр: Борис Юрцев, Илья Кравчуновский, Михаил Гоморов)
7. Нельзя ли без меня? (режиссёр: Виктор Шестаков)
8. Чёрный барак (режиссёр: Михаил Яншин, Николай Горчаков)
9. Эмигранты из цветущей страны (режиссёр: Александр Литвинов)
10. Я не маленький (режиссёр: Арташес Ай-Артян)
11. Весёлая жизнь (режиссёры: Валентина Брумберг и Ольга Ходатаева)[12]

### 1933
1. В последнюю ночь (режиссёр: Евгений Якушкин)
2. Гарри занимается политикой (режиссёр: Борис Шелонцев)
3. Город под ударом (режиссёр: Юрий Геника, Михаил Степанов)
4. Горячая кровь (режиссёр: Владимир Королевич)
5. Измена (режиссёр: Юрий Винокуров)
6. Конвейер смерти (режиссёр: Иван Пырьев)
7. Одна радость (режиссёр: Иван Правов, Ольга Преображенская)
8. Одни знакомые (режиссёр: Николай Ивакин, Михаил Калинин)

### 1934
1. Весёлые ребята (режиссёр: Григорий Александров)
2. Весенние дни (режиссёр: Рубен Симонов, Татьяна Лукашевич)
3. Вор (режиссёр: Александр Иванов, Пантелеймон Сазонов)
4. Джоу (режиссёр: Александр Литвинов)
5. Любовь Алёны (режиссёр: Борис Юрцев)
6. Мечтатели (режиссёр: Давид Марьян)
7. Петербургская ночь (режиссёр: Григорий Рошаль, Вера Строева)
8. Пышка (режиссёр: Михаил Ромм)
9. Счастье (режиссёр: Александр Медведкин)
10. Хочу жить (режиссёр: Александр Литвинов)
11. Хрустальный дворец (режиссёр: Григорий Гричер-Чериковер)
12. Частная жизнь Петра Виноградова (режиссёр: Александр Мачерет)

### 1935
1. Аэроград (режиссёр: Александр Довженко) совместно с киностудией «Украинфильм»
2. Бежин луг (режиссёр Сергей Эйзенштейн)
3. Вражьи тропы (режиссёр: Иван Правов, Ольга Преображенская)
4. Квартет (режиссёр: Александр Иванов, Пантелеймон Сазонов)
5. Космический рейс (режиссёр: Василий Журавлёв)
6. Лётчики (режиссёр: Юлий Райзман, Григорий Левкоев)
7. Мяч и сердце (режиссёр: Борис Юрцев, Константин Юдин)
8. Новый Гулливер (режиссёр: Александр Птушко)
9. Про обезьянку (режиссёр: Михаил Степанов)
10. Хижина старого Лувена (режиссёр: Александр Литвинов)

### 1936
1. Волк и журавль (режиссёр: Мария Бендерская)
2. Девушка с Камчатки (режиссёр: Александр Литвинов)
3. Дети Капитана Гранта (режиссёр: Владимир Вайншток)
4. Заключённые (режиссёр: Евгений Червяков)
5. Зори Парижа (режиссёр: Григорий Рошаль)
6. Лиса и виноград (режиссёр: Вячеслав Левандовский)
7. Лиса и Волк (режиссёр: Сарра Мокиль)
8. Мы из Кронштадта (режиссёр: Ефим Дзиган, Георгий Берёзко)
9. Партийный билет (режиссёр: Иван Пырьев)
10. Поколение победителей (режиссёр: Вера Строева, Григорий Рошаль)
11. Последняя ночь (режиссёр: Юлий Райзман)
12. Репка (режиссёр: Сарра Мокиль)
13. Родина зовёт (режиссёр: И. Крумин, Александр Мачерет)
14. Тринадцать (режиссёр: Михаил Ромм)
15. Цирк (режиссёр: Григорий Александров)
16. Чудесница (режиссёр: Александр Медведкин)

### 1937
1. Гаврош (режиссёр: Татьяна Лукашевич)
2. Ленин в Октябре (режиссёр: Михаил Ромм)
3. На Дальнем Востоке / Мужество (режиссёр: Давид Марьян, Ефим Арон)
4. Про журавля и лису, или случай в лесу (режиссёр: Мария Бендерская, Владимир Крылов)
5. Серебряный дождь (режиссёр: Вячеслав Левандовский)
6. Сказка о рыбаке и рыбке (режиссёр: Александр Птушко)
7. Завещание (режиссёр: Иосиф Склют)
8. Страна советов (режиссёр: Эсфирь Шуб)
9. Три медведя (режиссёр: Мария Бендерская)
10. Юность (режиссёр: Леонид Резниченко)

### 1938
1. Александр Невский (режиссёр: Сергей Эйзенштейн, Дмитрий Васильев)
2. Болотные солдаты (режиссёр: Александр Мачерет)
3. Весёлые музыканты (режиссёр: Александр Птушко)
4. Волга-Волга (режиссёр: Григорий Александров)
5. Волк и семеро козлят (режиссёр: Сарра Мокиль)
6. Если завтра война (режиссёр: Георгий Берёзко, Лазарь Анци-Половский, Ефим Дзиган)
7. Маленький-удаленький (режиссёр: Валентин Кадочников)
8. Новая Москва (режиссёр: Александр Медведкин)
9. Победа (режиссёр: Всеволод Пудовкин, Михаил Доллер)
10. Руслан и Людмила (режиссёр: Иван Никитченко, Виктор Невежин)
11. Семья Оппенгейм (режиссёр: Григорий Рошаль)
12. Честь (режиссёр: Евгений Червяков)
13. Чудесный светофор (режиссёр: Георгий Елизаров)

### 1939
1. В поисках радости (режиссёр: Григорий Рошаль, Вера Строева)
2. Девушка с характером (режиссёр: Константин Юдин)
3. Золотой ключик (режиссёр: Александр Птушко)
4. Испания (режиссёр: Эсфирь Шуб)
5. Ленин в 1918 году (режиссёр: Михаил Ромм)
6. Минин и Пожарский (режиссёр: Всеволод Пудовкин, Михаил Доллер)
7. Ночь в сентябре (режиссёр: Борис Барнет)
8. Ошибка инженера Кочина (режиссёр: Александр Мачерет)
9. Подкидыш (режиссёр: Татьяна Лукашевич)
10. Поднятая целина (режиссёр: Юлий Райзман)
11. Степан Разин (режиссёр: Ольга Преображенская, Иван Правов)
12. Трактористы (режиссёр: Иван Пырьев)

### 1940
1. Бабы (режиссёр: Владимир Баталов)
2. Будни (режиссёр: Борис Шрейбер) совместно с киностудией «Советская Беларусь»[13]
3. В кукольной стране (режиссёр: Георгий Елизаров, Вячеслав Левандовский)
4. Закон жизни (режиссёр: Борис Иванов, Александр Столпер)
5. Кино за 20 лет (режиссёр: Эсфирь Шуб, Всеволод Пудовкин)
6. Концерт-вальс (режиссёр: Илья Трауберг, Михаил Дубсон)
7. Весенний поток (режиссёр: Юренев Владимир)
8. Любимая девушка (режиссёр: Иван Пырьев)
9. Светлый путь (режиссёр: Григорий Александров)
10. Старый наездник (режиссёр: Борис Барнет)
11. Суворов (режиссёр: Всеволод Пудовкин, Михаил Доллер)

## 1941—1950

### 1941
1. Боевой киносборник № 1 (Новелла «Трое в воронке») (режиссёр: Сергей Герасимов, Александр Оленин, Иван Мутанов, Евгений Некрасов)
2. Боевой киносборник № 3 (Новелла № 1 «Мужество», Новелла № 2. «Антоша Рыбкин») (режиссёр: Питер Бэйлис, Константин Юдин, Борис Барнет)
3. Боевой киносборник № 4 (Новелла «Приказ выполнен») (режиссёр: Григорий Александров, Василий Пронин, Ефим Арон)
4. Боевой киносборник № 5 (Киноочерк «Лондон не сдастся!») (режиссёр: Пера Аташева)
5. Боевой киносборник № 6 (Новелла № 1. «Пир в Жирмунке», Новелла № 2. «Боевая песнь о славе русского оружия» (режиссёр: Всеволод Пудовкин, Михаил Доллер, Владимир Вайншток)
6. Волшебное зерно (режиссёр: Валентин Кадочников, Фёдор Филиппов)
7. Два друга (режиссёр: Лев Брожовский, Лев Ишков)
8. Дело Артамоновых (режиссёр: Григорий Рошаль)
9. Мечта (режиссёр: Михаил Ромм)
10. Парень из тайги (режиссёр: Ольга Преображенская, Иван Правов)
11. Первая конная (режиссёры Ефим Дзиган и Георгий Берёзко)
12. Свинарка и пастух (режиссёр: Иван Пырьев)
13. Сердца четырёх (режиссёр: Константин Юдин)
14. Фашизм будет разбит (режиссёр: Эсфирь Шуб)
15. Цветные киноновеллы (режиссёр Александр Мачерет)

### 1942
1. Антоша Рыбкин (режиссёр: Константин Юдин)
2. Боевой киносборник № 10 (Новелла № 1. «Бесценная голова», Новелла № 2. «Молодое вино») (режиссёр: Борис Барнет, Ефим Арон)
3. Боевой киносборник № 12 (Новелла «Сын бойца») (режиссёр: Вера Строева)
4. Котовский (режиссёр: Александр Файнциммер)
5. Машенька (режиссёр: Юлий Райзман)
6. Новогородцы (режиссёр: Борис Барнет)
7. Парень из нашего города (режиссёр: Александр Столпер, Борис Иванов)
8. Секретарь райкома (режиссёр: Иван Пырьев)
9. Убийцы выходят на дорогу (режиссёр: Юрий Тарич, Всеволод Пудовкин)

### 1943
1. Во имя Родины (режиссёр: Дмитрий Васильев, Всеволод Пудовкин)
2. Жди меня (режиссёр: Борис Иванов, Александр Столпер)
3. Киноконцерт к 25-летию Красной армии (режиссёр: Ефим Дзиган, Михаил Калатозов, Сергей Герасимов)
4. Кутузов (режиссёр: Владимир Петров)
5. Боевой киносборник «Наши девушки» (режиссёр: Абрам Роом, Григорий Козинцев)

### 1944
1. Большая земля (режиссёр: Сергей Герасимов)
2. В шесть часов вечера после войны (режиссёр: Иван Пырьев)
3. Дни и ночи (режиссёр: Александр Столпер)
4. Иван Грозный (1-я серия) (режиссёр: Сергей Эйзенштейн)
5. Иван Никулин — русский матрос (режиссёр: Игорь Савченко)
6. Нашествие (режиссёр: Абрам Роом, Олег Жаков)
7. Небо Москвы (режиссёр: Юлий Райзман)
8. Родные поля (режиссёр: Борис Бабочкин, Анатолий Босулаев)
9. Человек № 217 (режиссёр: Михаил Ромм) совместно с Ташкентской киностудией
10. Юбилей (режиссёр: Владимир Петров)

### 1945
1. Без вины виноватые (режиссёр: Владимир Петров)
2. Близнецы (режиссёр: Константин Юдин)
3. Здравствуй, Москва! (режиссёр: Сергей Юткевич)
4. Иван Грозный (2-я серия) (режиссёр: Сергей Эйзенштейн)

### 1946
1. Адмирал Нахимов (режиссёр: Всеволод Пудовкин)
2. Беспокойное хозяйство (режиссёр: Михаил Жаров)
3. В горах Югославии (режиссёр: Абрам Роом)
4. Глинка (режиссёр: Лео Арнштам)
5. Каменный цветок (режиссёр: Александр Птушко)
6. Наше сердце (режиссёр: Александр Столпер)
7. Первая перчатка (режиссёр: Андрей Фролов)
8. Старинный водевиль (режиссёр: Игорь Савченко)

### 1947
1. Весна (режиссёр: Григорий Александров)
2. Марите (режиссёр: Вера Строева)
3. Повесть о «Неистовом» (режиссёр: Борис Бабочкин)
4. Поезд идёт на восток (режиссёр: Юлий Райзман)
5. Русский вопрос (режиссёр: Михаил Ромм)
6. Свет над Россией (режиссёр: Сергей Юткевич)
7. Сказание о земле Сибирской (режиссёр: Иван Пырьев)

### 1948
1. Мичурин (режиссёр: Александр Довженко)
2. Повесть о настоящем человеке (режиссёр: Александр Столпер)
3. Путь славы (режиссёр: Михаил Швейцер, Анатолий Рыбаков, Борис Бунеев)
4. Суд чести (режиссёр: Абрам Роом)
5. Три встречи (режиссёр: Александр Птушко, Всеволод Пудовкин, Сергей Юткевич)

### 1949
1. Встреча на Эльбе (режиссёр: Григорий Александров)
2. Кубанские казаки (режиссёр: Иван Пырьев)
3. Падение Берлина (режиссёр: Михаил Чиаурели)
4. Сталинградская битва (режиссёр: Владимир Петров)
5. Счастливый рейс (режиссёр: Владимир Немоляев)

### 1950
1. Далеко от Москвы (режиссёр: Александр Столпер)
2. Жуковский (режиссёр: Всеволод Пудовкин, Дмитрий Васильев)
3. Заговор обречённых (режиссёр: Михаил Калатозов)
4. Кавалер Золотой Звезды (режиссёр: Юлий Райзман)
5. Секретная миссия (режиссёр: Михаил Ромм)
6. Смелые люди (режиссёр: Константин Юдин)

## 1951—1960

### 1951
1. Большой концерт (режиссёр: Вера Строева)
2. Мы за мир (режиссёр: Иорис Ивенс, Иван Пырьев)
3. Незабываемый 1919 год (режиссёр: Михаил Чиаурели)
4. Песни молодости (режиссёр: Иван Пырьев)
5. Пржевальский (режиссёр: Сергей Юткевич)
6. Прощай, Америка! (режиссёр: Александр Довженко, Юлия Солнцева) восстановлен и выпущен в 1996 году
7. Спортивная честь (режиссёр: Владимир Петров)
8. Спортивный праздник молодёжи (режиссёр: Дмитрий Васильев, Андре Торндайк)

### 1952
1. Композитор Глинка (режиссёр: Григорий Александров)
2. На дне (режиссёр: Андрей Фролов, Василий Орлов, Иосиф Раевский)
3. Ревизор (режиссёр: Владимир Петров)
4. Садко (режиссёр: Александр Птушко)
5. Учитель танцев (режиссёр: Владимир Канцель, Татьяна Лукашевич)
6. Школа злословия (режиссёр: Абрам Роом)

### 1953
1. Адмирал Ушаков (режиссёр: Михаил Ромм)
2. Анна Каренина (режиссёр: Татьяна Лукашевич)
3. Арена смелых (режиссёр: Сергей Гуров, Юрий Озеров)
4. Беззаконие (режиссёр: Константин Юдин)
5. Великий воин Албании Скандербег (режиссёр: Сергей Юткевич)
6. Вихри враждебные (режиссёр: Михаил Калатозов)
7. Возвращение Василия Бортникова (режиссёр: Всеволод Пудовкин)
8. Егор Булычов и другие (режиссёр: Борис Захава, Юлия Солнцева)
9. Завтрак у предводителя (режиссёр: Анатолий Рыбаков)
10. Застава в горах (режиссёр: Константин Юдин)
11. Корабли штурмуют бастионы (режиссёр: Михаил Ромм)
12. Нахлебник (режиссёр: Владимир Басов, Мстислав Корчагин, Борис Лифанов)
13. Песня родной стороны (режиссёр: Андрей Фролов)
14. Свадьба с приданым (режиссёр: Татьяна Лукашевич, Борис Равенских)
15. Серебристая пыль (режиссёр: Абрам Роом)
16. Степные зори / Государственный глаз (режиссёр: Леон Сааков)
17. Сеанс гипноза (режиссёр: Ханан Шмаин)

### 1954
1. Аттестат зрелости (режиссёр: Татьяна Лукашевич)
2. Борис Годунов (режиссёр: Вера Строева)
3. В праздничный вечер (режиссёр: Юрий Озеров)
4. Верные друзья (режиссёр: Михаил Калатозов)
5. Весёлые звёзды (режиссёр: Вера Строева)
6. Золотые яблоки (режиссёр: Фёдор Филиппов)
7. Испытание верности (режиссёр: Иван Пырьев)
8. Морской охотник (режиссёр: Владимир Немоляев) совместно с Черноморской кинофабрикой
9. Мы с вами где-то встречались (режиссёр: Андрей Тутышкин, Николай Досталь)
10. Народные таланты (режиссёр: Сергей Гуров)
11. Опасные тропы (режиссёр: Александр Алексеев, Евгений Алексеев)
12. Ромео и Джульетта (режиссёр: Леонид Лавровский, Лео Арнштам)
13. Шведская спичка (режиссёр: Константин Юдин)
14. Школа мужества (режиссёр: Владимир Басов, Мстислав Корчагин)

### 1955
1. В квадрате 45 (режиссёр: Юрий Вышинский)
2. Вольница (режиссёр: Григорий Рошаль)
3. Гость с Кубани (режиссёр: Андрей Фролов)
4. Доброе утро (режиссёр: Андрей Фролов)
5. Дорога (режиссёр: Александр Столлер)
6. Дым в лесу (режиссёр: Евгений Карелов, Юрий Чулюкин)
7. За витриной универмага (режиссёр: Самсон Самсонов)
8. Крушение эмирата (режиссёр: Владимир Басов, Латиф Файзиев) совместно с Ташкентской киностудией
9. Мексиканец (режиссёр: Владимир Каплуновский)
10. На бойком месте (режиссёр: Ольга Викландт, Елена Скачко, Алексей Сахаров)
11. Отелло (режиссёр: Сергей Юткевич)
12. Первый эшелон (режиссёр: Михаил Калазатов)
13. Попрыгунья (режиссёр: Самсон Самсонов)
14. Салтанат (режиссёр: Василий Пронин) совместно с Фрунзенской киностудией
15. Счастливая юность / Весенние голоса (режиссёр: Сергей Гуров, Эльдар Рязанов)
16. Сын (режиссёр: Юрий Озеров)
17. Тайна вечной ночи (режиссёр: Дмитрий Васильев)
18. Урок жизни (режиссёр: Юлий Райзман)

### 1956
1. Безумный день (режиссёр: Андрей Тутышкин)
2. Бессмертный гарнизон (режиссёр: Захар Аграненко, Эдуард Тиссэ)
3. Две жизни (режиссёр: Константин Воинов)
4. Дело № 306 (режиссёр: Анатолий Рыбаков)
5. Долгий путь (режиссёр: Леонид Гайдай)
6. Илья Муромец (режиссёр: Александр Птушко)
7. Как Джанни попал в ад (режиссёр: Татьяна Березанцева, А. Шароев)
8. Как он лгал её мужу (режиссёр: Татьяна Березанцева)
9. Карнавальная ночь (режиссёр: Эльдар Рязанов)
10. Крылья (режиссёр: Татьяна Лукашевич, Константин Зубов)
11. На подмостках сцены (режиссёр: Константин Юдин)
12. Обыкновенный человек (режиссёр: Александр Столбов)
13. Первые радости (режиссёр: Владимир Басов)
14. Песня табунщика (режиссёр: Андрей Фролов)
15. Полюшко-поле (режиссёр: Вера Строева)
16. Поэт (режиссёр: Борис Барнет)
17. Пролог (режиссёр: Ефим Дзиган)
18. Сердце бьётся вновь (режиссёр: Абрам Роом)
19. Сорок первый (режиссёр: Григорий Чухрай)
20. Софья Ковалевская (режиссёр: Иосиф Шапиро)
21. Тугой узел (режиссёр: Михаил Швейцер)
22. Убийство на улице Данте (режиссёр: Абрам Роом)
23. Урок истории (режиссёр: Лео Арнштам, Христо Писков)
24. Хозяйка гостиницы (режиссёр: Михаил Названов)
25. Челкаш (режиссёр: Фёдор Филиппов)
26. Человек родился (режиссёр: Василий Ордынский)

### 1957
1. Борец и клоун (режиссёр: Константин Юдин, Борис Барнет)
2. Высота (режиссёр: Александр Зархи)
3. Гуттаперчевый мальчик (режиссёр: Владимир Герасимов)
4. Девушка без адреса (режиссёр: Эльдар Рязанов
5. К Чёрному морю (режиссёр: Андрей Тутышкин)
6. Коммунист (режиссёр: Юлий Райзман)
7. Легенда о ледяном сердце (режиссёр: Эльдар Шенгелая, Алексей Сахаров)
8. Ленинградская симфония (режиссёр: Захар Аграненко)
9. Летят журавли (режиссёр: Михаил Калатозов)
10. На графских развалинах (режиссёр: Владимир Скуйбин)
11. Необыкновенное лето (режиссёр: Владимир Басов)
12. Неповторимая весна (режиссёр: Александр Столлер)
13. Огненные вёрсты (режиссёр: Самсон Самсонов)
14. Они встретились в пути (режиссёр: Татьяна Лукашевич)
15. Пигмалион (режиссёр: Сергей Алексеев)
16. Поединок (режиссёр: Владимир Петров)
17. Рассказы о Ленине (режиссёр: Сергей Юткевич)
18. Семья Ульяновых (режиссёр: Валентин Невзоров)
19. Случай на шахте восемь (режиссёр: Владимир Басов)
20. Телеграмма (режиссёр: Георгий Щербаков)
21. Хождение за три моря (режиссёр: Василий Пронин, Ахмад Аббас)
22. Хождение по мукам (Фильм 1. Сёстры) (режиссёр: Григорий Рошаль)
23. Цель его жизни (режиссёр: Анатолий Рыбаков)
24. Четверо (режиссёр: Василий Ордынский)

### 1958
1. Девушка с гитарой (режиссёр: Александр Файнциммер)
2. Дело «Пёстрых» (режиссёр: Николай Досталь)
3. Дожди (режиссёр: Сергей Казаков)
4. Жених с того света (режиссёр: Леонид Гайдай)
5. Жизнь прошла мимо (режиссёр: Владимир Басов)
6. Звёздный мальчик (режиссёр: Анатолий Дудоров, Евгений Зильберштейн)
7. Идиот (режиссёр: Иван Пырьев)
8. Капитанская дочка (режиссёр: Владимир Каплуновский)
9. Концерт (режиссёр: Татьяна Березанцева)
10. Лавина с гор (режиссёр: Василий Журавлёв)
11. Матрос с «Кометы» (режиссёр: Исидор Анненский)
12. На дорогах войны (режиссёр: Леон Сааков)
13. Над Тиссой (режиссёр: Дмитрий Васильев)
14. По ту сторону (режиссёр: Фёдор Филиппов)
15. Поэма о море (режиссёр: Александр Довженко, Юлия Солнцева)
16. Сампо (режиссёр: Александр Птушко)
17. Солдатское сердце (режиссёр: Сергей Колосов)
18. Сорока-воровка (режиссёр: Наум Трахтенберг)
19. Тревожная ночь (режиссёр: Татьяна Березанцева)
20. Трое вышли из леса (режиссёр: Константин Воинов)
21. Трудное счастье (режиссёр: Александр Столпер)
22. У тихой пристани (режиссёр: Эдуард Абалян, Тамаз Мелиава)
23. Человек человеку (режиссёр: Григорий Александров)
24. Шли солдаты (режиссёр: Леонид Трауберг)
25. Хождение по мукам (Фильм 2. Восемнадцатый год) (режиссёр: Григорий Рошаль)

### 1959
1. Аннушка (режиссёр: Борис Барнет)
2. Баллада о солдате (режиссёр: Григорий Чухрай)
3. Белые ночи (режиссёр: Иван Пырьев)
4. В едином строю (режиссёр: Сью Вэн Ган, Ефим Дзиган)
5. В нашем городе (режиссёр: Лев Дурасов)
6. В степной тиши (режиссёр: Сергей Казаков)
7. Василий Суриков (режиссёр: Анатолий Рыбаков)
8. Ветер (режиссёр: Александр Алов, Владимир Наумов)
9. Всё начинается с дороги (режиссёр: Николай Досталь, Виллен Азаров)
10. Город на заре (режиссёр: Елена Скачко)
11. Жестокость (режиссёр: Владимир Скуйбин)
12. Заре навстречу (режиссёр: Татьяна Лукашевич)
13. Звёзды встречаются в Москве (режиссёр: Василий Катанян)
14. Золотой дом (режиссёр: Владимир Басов)
15. Люди на мосту (режиссёр: Александр Зархи)
16. Муму (режиссёр: Анатолий Бобровский, Евгений Тетерин)
17. Накануне (режиссёр: Владимир Петров) совместно со Студией художественных фильмов (НРБ)
18. Неотправленное письмо (режиссёр: Михаил Калатозов)
19. Неподдающиеся (режиссёр: Юрий Чулюкин)
20. Нормандия — Неман (режиссёр: Жан Древиль)
21. Песня о Кольцове (режиссёр: Владимир Герасимов)
22. Произведения искусства (режиссёр: Марк Ковалёв)
23. Сверстницы (режиссёр: Василий Ордынский)
24. Снежная сказка (режиссёр: Алексей Сахаров, Эльдар Шенгелая)
25. Солнце светит всем (режиссёр: Константин Воинов)
26. Судьба человека (режиссёр: Сергей Бондарчук)
27. Тоже люди (режиссёр: Георгий Данелия)
28. Утренний рейс (режиссёр: Манос Захариас)
29. Фортуна (режиссёр: Юрий Озеров, Кристач Дамо) совместно с «Kinostudio Shqiperia e Re» (Албания)
30. Хованщина (режиссёр: Вера Строева)
31. Хождение по мукам (Фильм 3. Хмурое утро) (режиссёр: Григорий Рошаль)

### 1960
1. Алёшкина любовь (режиссёр: Семён Туманов, Георгий Щукин)
2. Воскресение (режиссёр: Михаил Швейцер)
3. Время летних отпусков (режиссёр: Константин Воинов)
4. Евгения Гранде (режиссёр: Сергей Алексеев)
5. Иван Рыбаков (режиссёр: Елена Скачко)
6. Из Лебяжьего сообщают (режиссёр: Василий Шукшин)
7. Испытательный срок (режиссёр: Владимир Герасимов)
8. Каток и скрипка (режиссёр: Андрей Тарковский)
9. Ловцы губок (режиссёр: Манос Захариас)
10. Мёртвые души (режиссёр: Леонид Трауберг)
11. Мичман Панин (режиссёр: Михаил Швейцер)
12. Первое свидание (режиссёр: Искра Бабич)
13. Повесть пламенных лет (режиссёр: Юлия Солнцева)
14. Последние залпы (режиссёр: Леон Сааков)
15. Пять дней, пять ночей (режиссёр: Лео Арнштам)
16. Ровесник века (режиссёр: Самсон Самсонов)
17. Русский сувенир (режиссёр: Григорий Александров)
18. Северная повесть (режиссёр: Евгений Андриканис)
19. Серёжа (режиссёр: Георгий Данелия, Игорь Таланкин)
20. Слепой музыкант (режиссёр: Татьяна Лукашевич, Глеб Комаровский)
21. Трижды воскресший (режиссёр: Леонид Гайдай)
22. Тучи над Борском (режиссёр: Василий Ордынский)
23. Хлеб и розы (режиссёр: Фёдор Филиппов)
24. Чудотворная (режиссёр: Владимир Скуйбин)
25. Шумный день (режиссёр: Георгий Натансон, Анатолий Эфрос)

## 1961—1970

### 1961
1. А если это любовь? (режиссёр: Юлий Райзман)
2. Академик из Аскании (режиссёр: Владимир Герасимов)
3. Алёнка (режиссёр: Борис Барнет)
4. Алые паруса (режиссёр: Александр Птушко)
5. Битва в пути (режиссёр: Владимир Басов)
6. В мире танца (режиссёр: Роман Тихомиров, Фахри Мустафаев)
7. В начале века (режиссёр: Анатолий Рыбаков)
8. В пути (режиссёр: Мери Анджапаридзе)
9. Взрослые дети (режиссёр: Виллен Азаров)
10. Високосный год (режиссёр: Анатолий Эфрос)
11. Вольный ветер (режиссёр: Леонид Трауберг, Андрей Тутышкин)
12. Девчата (режиссёр: Юрий Чулюкин)
13. Девять дней одного года (режиссёр: Михаил Ромм)
14. Друг мой, Колька! (режиссёр: Алексей Салтыков, Александр Митта)
15. Дуэль (режиссёр: Татьяна Березанцева, Лев Рудник)
16. Жизнь сначала (режиссёр: Лев Рудник)
17. Казаки (режиссёр: Василий Пронин)
18. Любушка (режиссёр: Владимир Каплуновский)
19. Мир входящему (режиссёр: Александр Алов, Владимир Наумов)
20. Нахалёнок (режиссёр: Евгений Карелов)
21. Наш общий друг (режиссёр: Иван Пырьев)
22. Ночной пассажир (режиссёр: Манос Захариас)
23. Ночь без милосердия (режиссёр: Александр Файнциммер)
24. Самогонщики (режиссёр: Леонид Гайдай)
25. Совершенно серьёзно (режиссёр: Эльдар Рязанов, Наум Трахтенберг, Эдуард Змойро, Владимир Семаков, Леонид Гайдай) киноальманах
26. Суд сумасшедших (режиссёр: Григорий Рошаль)
27. Укрощение строптивой (режиссёр: Сергей Колосов)
28. Человек ниоткуда (режиссёр: Эльдар Рязанов)
29. Чистое небо (режиссёр: Григорий Чухрай)

### 1962
1. 49 дней (режиссёр: Генрих Габай)
2. Без страха и упрёка (режиссёр: Александр Митта)
3. Бей, барабан! (режиссёр: Алексей Салтыков)
4. Большая дорога (режиссёр: Юрий Озеров)
5. Вступление (режиссёр: Игорь Таланкин)
6. Грешница (режиссёр: Гавриил Егиазаров, Фёдор Филиппов)
7. Гусарская баллада (режиссёр: Эльдар Рязанов)
8. Двое в степи (режиссёр: Анатолий Эфрос)
9. Деловые люди (режиссёр: Леонид Гайдай)
10. Иваново детство (режиссёр: Андрей Тарковский)
11. Капроновые сети (режиссёр: Леван Шенгелия, Геннадий Полока)
12. Коллеги (режиссёр: Алексей Сахаров)
13. Мой младший брат (режиссёр: Александр Зархи)
14. Молодо-зелено (режиссёр: Константин Воинов)
15. Монета (режиссёр: Александр Алов, Владимир Наумов)
16. Павлуха (режиссёр: Семён Туманов, Георгий Щукин)
17. Половодье (режиссёр: Искра Бабич)
18. Путь к причалу (режиссёр: Георгий Данелия)
19. Семь нянек (режиссёр: Ролан Быков)
20. Суд (режиссёр: Владимир Скуйбин, Аида Манасарова)
21. Третий тайм (режиссёр: Евгений Карелов)
22. У твоего порога (режиссёр: Василий Ордынский)
23. Увольнение на берег (режиссёр: Феликс Миронер)
24. Ход конём (режиссёр: Татьяна Лукашевич)
25. Цепная реакция (режиссёр: Иван Правов)
26. Яблоко раздора (режиссёр: Валентин Плучек, Екатерина Сташевская)

### 1963
1. Большой фитиль (режиссёр: Мери Анджапаридзе, Витольд Бордзиловский, Эдуард Бочаров, София Милькина, Александр Митта, Юрий Прытков, Владимир Рапопорт, Владимир Фетин, Николай Фёдоров) киноальманах при участии Киностудии имени М. Горького, «Союзмультфильма», «Ленфильма»
2. Вызываем огонь на себя (1 серия) (режиссёр: Сергей Колосов) совместно с ТО «Экран»
3. Выстрел в тумане (режиссёр: Александр Серый, Анатолий Бобровский)
4. Именем революции (режиссёр: Генрих Габай)
5. Ираклий Андроников рассказывает (режиссёр: Аркадий Кольцатый)
6. Конец и начало (режиссёр: Манос Захариас)
7. Короткое лето в горах (режиссёр: Аида Манасарова)
8. Мелодии Дунаевского (режиссёр: Эрик Пырьев)
9. Непридуманная история (режиссёр: Владимир Герасимов)
10. Оптимистическая трагедия (режиссёр: Самсон Самсонов)
11. Полустанок (режиссёр: Борис Барнет)
12. Пропало лето (режиссёр: Ролан Быков, Никита Орлов)
13. Русский лес (режиссёр: Владимир Петров)
14. Секретарь обкома (режиссёр: Владимир Чеботарёв)
15. Слуша-ай!.. (режиссёр: Мери Анджапаридзе)
16. Сотрудник ЧК (режиссёр: Борис Волчек)
17. СССР глазами итальянцев / Новое на Востоке (режиссёр: Тамара Лисициан, Леонардо Кортезе, Ромоло Марчеллини)
18. Теперь пусть уходит (режиссёр: Сергей Алексеев)
19. Тишина (режиссёр: Владимир Басов)
20. Ты не один (режиссёр: Валерий Кремнёв, Эдуард Гаврилов)
21. Утренние поезда (режиссёр: Фрунзе Довлатян, Лев Мирский)
22. Человек, который сомневается (режиссёр: Леонид Агранович, Владимир Семаков)
23. Это случилось в милиции (режиссёр: Виллен Азаров)
24. Я шагаю по Москве (режиссёр: Георгий Данелия)

### 1964
1. Большая руда (режиссёр: Василий Ордынский)
2. Братья Васильевы (режиссёр: Дарья Шпиркан) документальный
3. Вызываем огонь на себя (2 — 4 серии) (режиссёр: Сергей Колосов) совместно с ТО «Экран»
4. Гвоздики нужны влюблённым (режиссёр: Анатолий Ниточкин) документальный
5. Где ты теперь, Максим? (режиссёр: Эдмонд Кеосаян)
6. Гранатовый браслет (режиссёр: Абрам Роом)
7. До свидания, мальчики (режиссёр: Михаил Калик)
8. Добро пожаловать, или Посторонним вход воспрещён (режиссёр: Элем Климов)
9. Женитьба Бальзаминова (режиссёр: Константин Воинов)
10. Живые и мёртвые (режиссёр: Александр Столпер)
11. Жили-были старик со старухой (режиссёр: Григорий Чухрай)
12. Зачарованная Десна (режиссёр: Юлия Солнцева)
13. Зелёный огонёк (режиссёр: Вилен Азаров)
14. Казнены на рассвете… (режиссёр: Евгений Андриканис)
15. Ко мне, Мухтар! (режиссёр: Семён Туманов)
16. Метель (режиссёр: Владимир Басов)
17. Негасимое пламя (режиссёр: Ефим Дзиган)
18. Непридуманная история (режиссёр: Владимир Герасимов)
19. Непрошенная любовь (режиссёр: Владимир Монахов)
20. Они шли на восток (режиссёр: Дмитрий Васильев, Джузеппе Сантис) совместно с Galatea Film (Италия)
21. Остров «Колдун» (режиссёр: Татьяна Лукашевич)
22. Председатель (режиссёр: Алексей Салтыков)
23. Пядь земли (режиссёр: Борис Яшин, Андрей Смирнов)
24. Свет далёкой звезды (режиссёр: Иван Пырьев)
25. Секрет успеха (режиссёр: Леонид Лавровский, Александр Шеленков)
26. Сказка о потерянном времени (режиссёр: Александр Птушко)
27. Сокровища республики (режиссёр: Иван Правов)
28. Хоккеисты (режиссёр: Рафаил Гольдин)
29. Эстрадная фантазия (режиссёр: Эдуард Абалов)
30. Я — Куба (режиссёр: Михаил Калатозов) совместно с ИКАИК[исп.] (Куба)
31. Я — «Берёза» (режиссёр: Дамир Вятич-Бережных)

### 1965
1. Арбузный рейс (режиссёр: Леонид Марягин) короткометражный
2. В первый час (режиссёр: Юрий Сааков)
3. Война и мир (Фильм 1. Андрей Болконский) (режиссёр: Сергей Бондарчук)
4. Время, вперёд! (режиссёр: Михаил Швейцер и София Милькина)
5. Год, как жизнь (режиссёр: Азербайжан Мамбетов, Григорий Рошаль)
6. Дайте жалобную книгу (режиссёр: Эльдар Рязанов)
7. Двадцать лет спустя (режиссёр: Аида Манасарова)
8. Двадцать шесть бакинских комиссаров (режиссёр: Аждар Ибрагимов) совместно с «Азербайджанфильмом»
9. Дети Дон-Кихота (режиссёр: Евгений Карелов)
10. Дорога к морю (режиссёр: Ирина Поплавская)
11. Заблудший (режиссёр: Семён Туманов)
12. Звонят, откройте дверь (режиссёр: Александр Митта)
13. Как вас теперь называть?.. (режиссёр: Владимир Чеботарёв)
14. Лебедев против Лебедева (режиссёр: Генрих Габай)
15. Ленин в Польше (режиссёр: Сергей Юткевич) совместно с Polski State Film (ПНР)
16. Ленин в Швейцарии (режиссёр: Григорий Александров, Дмитрий Васильев)
17. Мы, русский народ (режиссёр: Вера Строева)
18. На завтрашней улице (режиссёр: Фёдор Филиппов)
19. Наш дом (режиссёр: Василий Пронин)
20. Новогодний календарь (режиссёр: Фахри Мустафаев)
21. Обыкновенный фашизм (режиссёр: Михаил Ромм)
22. Они не пройдут (режиссёр: Зигфрид Кюн)
23. Операция «Ы» и другие приключения Шурика (режиссёр: Леонид Гайдай)
24. От семи до двенадцати (режиссёр: Юрий Фридман, Екатерина Народицкая, Хасан Бакаев) киноальманах
25. Пакет (режиссёр: Владимир Назаров)
26. Первый учитель (режиссёр: Андрей Михалков-Кончаловский) совместно с «Киргизфильмом»
27. Похождения зубного врача (режиссёр: Элем Климов)
28. Сквозь ледяную мглу (режиссёр: Лев Рудник, Аркадий Кольцатый)
29. Совесть (режиссёр: Сергей Алексеев)
30. Спящий лев (режиссёр: Александр Файнциммер)
31. Строится мост (режиссёр: Гавриил Егиазаров, Олег Ефремов)
32. Стряпуха (режиссёр: Эдмонд Кеосаян)
33. Таёжный десант (режиссёр: Владимир Краснопольский, Валерий Усков)
34. Три времени года (режиссёр: Леон Сааков)
35. Тридцать три (режиссёр: Георгий Данелия)
36. Чёрный бизнес (режиссёр: Василий Журавлёв)
37. Чистые пруды (режиссёр: Алексей Сахаров)

### 1966
1. Айболит-66 (режиссёр: Ролан Быков)
2. Андрей Рублёв (режиссёр: Андрей Тарковский)
3. Без свидетелей (режиссёр: Олег Гречихо)
4. Берегись автомобиля (режиссёр: Эльдар Рязанов)
5. Война и мир (Фильм 2. Наташа Ростова) (режиссёр: Сергей Бондарчук)
6. Война и мир (Фильм 3. 1812 год) (режиссёр: Сергей Бондарчук)
7. Выстрел (режиссёр: Наум Трахтенберг)
8. Дачники (режиссёр: Борис Бабочкин, Елена Скачко)
9. Девочка на шаре (режиссёр: Леван Шенгелия, Глеб Комаровский)
10. Дикий мёд (режиссёр: Владимир Чеботарёв)
11. Дневные звёзды (режиссёр: Игорь Таланкин)
12. Душечка (режиссёр: Сергей Колосов)
13. Дядюшкин сон (режиссёр: Константин Воинов)
14. Западня (режиссёр: Виктор Жилин)
15. Июльский дождь (режиссёр: Марлен Хуциев)
16. Кавказская пленница, или Новые приключения Шурика (режиссёр Леонид Гайдай)
17. Когда играет клавесин (режиссёр: Эдуард Абалов)
18. Королевская регата (режиссёр: Юрий Чулюкин)
19. Красное, синее, зелёное (режиссёр: Михаил Григорьев)
20. Крылья (режиссёр: Лариса Шепитько)
21. Лунные ночи (режиссёр: Юрий Решетников)
22. Мимо окон идут поезда (режиссёр: Эдуард Гаврилов, Валерий Кременев)
23. Накануне (режиссёр: Григорий Александров, Дмитрий Васильев)
24. Нет и да (режиссёр: Аркадий Кольцатый)
25. Неуловимые мстители (режиссёр: Эдмонд Кеосаян)
26. По тонкому льду (режиссёр: Дамир Вятич-Бережных)
27. Сказка о царе Салтане (режиссёр: Александр Птушко)
28. Сказки русского леса (режиссёр: Юрий Сааков)
29. Скверный анекдот (режиссёр: Александр Алов, Владимир Наумов)
30. Старшая сестра (режиссёр: Георгий Натансон)
31. Туннель (режиссёр: Франчиск Мунтяну)
32. Человек без паспорта (режиссёр: Анатолий Бобровский)
33. Человек, которого я люблю (режиссёр: Юлий Карасик)
34. Чёрт с портфелем (режиссёр: Владимир Герасимов)

### 1967
1. Анна Каренина (режиссёр: Александр Зархи)
2. Арена (режиссёр: Самсон Самсонов)
3. Бабье царство (режиссёр: Алексей Салтыков)
4. Баллада о комиссаре (режиссёр: Александр Сурин)
5. Весна на Одере (режиссёр: Леон Сааков)
6. Вий (режиссёр: Константин Ершов, Георгий Кропачёв)
7. Возмездие (режиссёр: Александр Столпер)
8. Война и мир (Фильм 4. Пьер Безухов) (режиссёр: Сергей Бондарчук)
9. Доктор Вера (режиссёр: Дамир Вятич-Бережных)
10. Дом и хозяин (режиссёр: Будимир Метальников)
11. Евгений Урбанский (режиссёр: Екатерина Сташевская)
12. Если дорог тебе твой дом (режиссёр: Василий Ордынский)
13. Железный поток (режиссёр: Ефим Дзиган)
14. Звёзды и солдаты (режиссёр: Миклош Янчо) при участии «Мафильм» (ВНР)
15. История Аси Клячиной, которая любила, да не вышла замуж (режиссёр: Андрей Кончаловский)
16. Каменный гость (режиссёр: Владимир Гориккер)
17. Конец «Сатурна» (режиссёр: Виллен Азаров)
18. Крепкий орешек (режиссёр: Теодор Вульфович)
19. Майор Вихрь (режиссёр: Евгений Ташков)
20. Места тут тихие (режиссёр: Георгий Щукин)
21. Морские рассказы (режиссёр: Александр Светлов, Алексей Сахаров)
22. Начало неведомого века (режиссёр: Андрей Смирнов, Генрих Габай, Лариса Шепитько) киноальманах
23. Незабываемое (режиссёр: Юлия Солнцева)
24. Николай Бауман (режиссёр: Семён Туманов)
25. Они живут рядом (режиссёр: Григорий Рошаль)
26. Операция «Трест» (режиссёр: Сергей Колосов)
27. Осенние свадьбы (режиссёр: Борис Яшин)
28. Про чудеса человеческие (режиссёр: Владимир Монахов)
29. Путешествие: Пaпa, cлoжи! (режиссёр: Инесса Селезнёва), Зaвтpaки copoк тpeтьeгo гoдa (режиссёр: Инесса Туманян), На полпути к Луне (режиссёр: Джемма Фирсова) киноальманах
30. Путь в «Сатурн» (режиссёр: Виллен Азаров)
31. Софья Перовская (режиссёр: Лео Арнштам)
32. Таинственная стена (режиссёр: Николай Садкович, Ирина Поволоцкая)
33. Таинственный монах (режиссёр: Аркадий Кольцатый)
34. Твой современник (режиссёр: Юлий Райзман)
35. Твоя большая Сибирь (режиссёр: Анатолий Ниточкин)
36. Фокусник (режиссёр: Пётр Тодоровский)
37. Я солдат, мама (режиссёр: Манос Захариас)

### 1968
1. Бег иноходца (режиссёр: Сергей Урусевский)
2. Бриллиантовая рука (режиссёр: Леонид Гайдай)
3. Братья Карамазовы (режиссёр: Иван Пырьев)
4. Времена года (режиссёр: Валерий Усков, Владимир Краснопольский)
5. Далеко на Западе (режиссёр: Александр Файнциммер)
6. Джамиля (режиссёр: Ирина Поплавская)
7. Ещё раз про любовь (режиссёр: Георгий Натансон)
8. Жажда над ручьём (режиссёр: Константин Осин, Юрий Калев)
9. Журавушка (режиссёр: Николай Москаленко)
10. Зигзаг удачи (режиссёр: Эльдар Рязанов)
11. Золотой телёнок (режиссёр: Михаил Швейцер)
12. Исход (режиссёр: Анатолий Бобровский, Бунтар Жамьянгийн)
13. Конец «Сатурна» (режиссёр: Виллен Азаров)
14. Крах (режиссёр: Владимир Чеботарёв)
15. Любовь Серафима Фролова (режиссёр: Семён Туманов)
16. Люди на Ниле (режиссёр: Юсеф Шахин)
17. Новые приключения неуловимых (режиссёр: Эдмонд Кеосаян)
18. Освобождение (Фильм 1. Огненная дуга) (режиссёр: Юрий Озеров)
19. Освобождение (Фильм 2. Прорыв) (режиссёр: Юрий Озеров)
20. Первая девушка (режиссёр: Борис Яшин)
21. Первая любовь (режиссёр: Василий Ордынский)
22. Первый курьер (режиссёр: Владимир Янчев) совместно с «Бояна Филм» (НРБ)
23. По Руси (режиссёр: Фёдор Филиппов)
24. Семь стариков и одна девушка (режиссёр: Евгений Карелов)
25. Служили два товарища (режиссёр: Евгений Карелов)
26. Урок литературы (режиссёр: Алексей Коренев)
27. Хозяин тайги (режиссёр: Владимир Назаров)
28. Шестое июля (режиссёр: Юлий Карасик)
29. Щит и меч (режиссёр: Владимир Басов)

### 1969
1. Адам и Хева (режиссёр: Алексей Коренев)
2. Адъютант его превосходительства (режиссёр: Евгений Ташков)
3. Балерина (режиссёр: Вадим Дербенёв)
4. Белое солнце пустыни (режиссёр: Владимир Мотыль) совместно с «Ленфильмом»
5. Вальс (режиссёр: Виктор Титов)
6. Время счастливых находок (режиссёр: Генрих Габай)
7. Встречи на рассвете (режиссёр: Эдуард Гаврилов, Валерий Кремнёв)
8. Вчера, сегодня и всегда (режиссёр: Михаил Григорьев)
9. Главный свидетель (режиссёр: Аида Манасарова)
10. Гори, гори, моя звезда (режиссёр: Александр Митта)
11. Дворянское гнездо (режиссёр: Андрей Кончаловский)
12. Директор (режиссёр: Алексей Салтыков)
13. Дорога домой (режиссёр: Александр Сурин)
14. Золото (режиссёр: Дамир Вятич-Бережных)
15. Золотые ворота (режиссёр: Юлия Солнцева)
16. Каждый вечер в одиннадцать (режиссёр: Самсон Самсонов)
17. Каратель (режиссёр: Манос Захариас)
18. Колония Ланфиер (режиссёр: Ян Шмидт) совместно с «Баррандов» (ЧССР)
19. Король манежа (режиссёр: Юрий Чулюкин)
20. Красная палатка (режиссёр: Михаил Калатозов)
21. Москва в нотах (режиссёр: Хайнц Лизендаль, Игорь Гостев)
22. На пути к Ленину (режиссёр: Гюнтер Райш) совместно с «ДЕФА» (ГДР)
23. Не горюй! (режиссёр: Георгий Данелия)
24. Неподсуден (режиссёр: Валерий Усков, Валерий Краснопольский)
25. Освобождение (Фильм 3. Направление главного удара) (режиссёр: Юрий Озеров)
26. Память (режиссёр: Григорий Чухрай)
27. Последние каникулы (режиссёр: Валерий Кремнёв)
28. Посол Советского Союза (режиссёр: Георгий Натансон)
29. Про Клаву Иванову (режиссёр: Леонид Марягин)
30. Пять дней отдыха (режиссёр: Эдуард Гаврилов)
31. Свой (режиссёр: Леонид Агранович)
32. Семейное счастье (режиссёр: Сергей Соловьёв, Александр Шейн, Андрей Ладынин) киноальманах
33. Старый знакомый (режиссёр: Игорь Ильинский, Аркадий Кольцатый)
34. Сюжет для небольшого рассказа (режиссёр: Сергей Юткевич)
35. Только три ночи (режиссёр: Гавриил Егиазаров)
36. Чайковский (режиссёр: Игорь Таланкин)
37. Эхо далёких снегов (режиссёр: Леонид Головня)
38. Я его невеста (режиссёр: Наум Трахтенберг)

### 1970
1. Бег (режиссёр: Александр Алов, Владимир Наумов)
2. Белорусский вокзал (режиссёр: Андрей Смирнов)
3. В лазоревой степи (режиссёр: Валерий Лонской, Владимир Шамшурин, Виталий Кольцов, Олег Бондарёв)
4. Вас вызывает Таймыр (режиссёр: Алексей Коренев)
5. Ватерлоо (режиссёр: Сергей Бондарчук) совместно с Dino de Laurentiis Cinematografica (Италия)
6. Внимание, черепаха! (режиссёр: Ролан Быков)
7. Возвращение «Святого Луки» (режиссёр: Анатолий Бобровский)
8. Город первой любви (режиссёр: Манос Захариас, Борис Яшин)
9. Дети (режиссёр: Оскар Никич, Александр Кузнецов), Соло (режиссёр: Левон Григорян) киноальманах
10. Дядя Ваня (режиссёр: Андрей Кончаловский)
11. Звёзды не гаснут (режиссёр: Аджар Ибрагимов) совместно с «Азербайджанфильмом»
12. И был вечер, и было утро… (режиссёр: Алексей Салтыков)
13. Карусель (режиссёр: Михаил Швейцер)
14. Когда расходится туман (режиссёр: Юрий Вышинский)
15. Корона Российской империи, или снова Неуловимые (режиссёр: Эдмонд Кеосаян)
16. Красная площадь (режиссёр: Василий Ордынский)
17. Кремлёвские курсанты (режиссёр: Виктор Георгиев)
18. Легенда (режиссёр: Сильвестр Хэнчиньский)
19. Любовь к трём апельсинам (режиссёр: Виктор Титов, Юрий Богатыренко)
20. Море в огне (режиссёр: Леон Сааков)
21. Морской характер (режиссёр: Василий Журавлёв)
22. Моя улица (режиссёр: Леонид Марягин)
23. Наш марш (режиссёр: Александр Светлов, Александр Шейн) полиэкранный документальный[14]
24. О друзьях-товарищах (режиссёр: Владимир Назаров)
25. Один из нас (режиссёр: Геннадий Полока)
26. Опекун (режиссёр: Альберт Мкртчян, Эдгар Ходжикян)
27. Первые страницы (режиссёр: Михаил Ромм, Константин Осин, Сергей Линков) документальный
28. Песни моря (режиссёр: Франчиск Мунтяну)
29. Подсолнухи (режиссёр: Витторио де Сика) совместно с Cinematografica Champion Les Films Concordia (Италия)
30. Поезд в завтрашний день (режиссёр: Виллен Азаров)
31. Посланники вечности (режиссёр: Теодор Вульфович)
32. Расплата (режиссёр: Фёдор Филиппов)
33. Светофор (режиссёр: Владимир Васильев) короткометражный
34. Сердце России (режиссёр: Вера Строева)
35. Случай с Полыниным (режиссёр: Алексей Сахаров)
36. Сохранившие огонь (режиссёр: Евгений Карелов)
37. Спокойный день в конце войны (режиссёр: Никита Михалков)
38. Спорт, спорт, спорт (режиссёр: Элем Климов)
39. Цветы запоздалые (режиссёр: Абрам Ромм)
40. Чайка (режиссёр: Юлий Карасик)
41. Чудный характер (режиссёр: Константин Воинов)

## 1971—1980

### 1971
1. Антрацит (режиссёр: Александр Сурин)
2. Двенадцать стульев (режиссёр: Леонид Гайдай)
3. Джентльмены удачи (режиссёр: Александр Серый)
4. Егор Булычов и другие (режиссёр: Сергей Соловьёв)
5. Если ты мужчина… (режиссёр: Анатолий Чемодуров)
6. Комитет 19-ти[15] (режиссёр: Савва Кулиш)
7. Конец Любавиных (режиссёр: Леонид Головня)
8. Корона Российской империи, или Снова неуловимые (режиссёр: Эдмонд Кеосаян)
9. Мальчики (режиссёр: Екатерина Сташевская)
10. Молодые (режиссёр: Николай Москаленко)
11. Нам некогда ждать (режиссёр: Владимир Акимов)
12. Нюркина жизнь (режиссёр: Анатолий Бобровский)
13. Освобождение (Фильм 4. Битва за Берлин) (режиссёр: Юрий Озеров)
14. Освобождение (Фильм 5. Последний штурм) (режиссёр: Юрий Озеров)
15. Пой песню, поэт… (режиссёр: Сергей Урусевский)
16. Преждевременный человек (режиссёр: Абрам Роом)
17. Пришёл солдат с фронта (режиссёр: Николай Губенко)
18. Пропажа свидетеля (режиссёр: Владимир Назаров)
19. Путина (режиссёр: Эдуард Гаврилов)
20. Русское поле (режиссёр: Николай Москаленко)
21. Седьмое небо (режиссёр: Эдуард Бочаров)
22. Сестра музыканта (режиссёр: Павел Хомский, Исидор Хомский)
23. Слушайте, на той стороне (режиссёр: Борис Ермолаев, Бадрахын Сумху)
24. Смертный враг (режиссёр: Евгений Матвеев)
25. Старики-разбойники (режиссёр: Эльдар Рязанов)
26. Телеграмма (режиссёр: Ролан Быков)
27. Тени исчезают в полдень (1—7 серия) (режиссёр: Валерий Усков, Владимир Краснопольский)
28. Ты и я (режиссёр: Лариса Шепитько)
29. У нас на заводе (режиссёр: Леонид Агранович)
30. Цена быстрых секунд (режиссёр: Владимир Чеботарёв)

### 1972
1. Без трёх минут ровно (режиссёр: Генрих Габай)
2. Бой после победы (режиссёр: Виллен Азаров)
3. Бой с тенью (режиссёр: Валентин Попов)
4. Большая перемена (1—2 серия) (режиссёр: Алексей Коренев)
5. Вид на жительство (режиссёр: Омари Гвасалия, Александр Стефанович)
6. Визит вежливости (режиссёр: Юлий Райзман)
7. Возвращение к жизни (режиссёр: Владимир Басов)
8. Всегда начеку (режиссёр: Ефим Дзиган)
9. Город на Кавказе (режиссёр: Леонид Бердичевский)
10. Горячий снег (режиссёр: Гавриил Егиазаров)
11. Ехали в трамвае Ильф и Петров (режиссёр: Виктор Титов)
12. За все в ответе (режиссёр: Георгий Натансон)
13. И всё-таки я верю (режиссёр: Элем Климов, Марлен Хуциев)
14. Инженер Прончатов (режиссёр: Владимир Назаров)
15. Командир счастливой «Щуки» (режиссёр: Борис Волчек)
16. Летние сны (режиссёр: Виталий Кольцов)
17. На углу Арбата и улицы Бубулинас (режиссёр: Манос Захариас)
18. Наковальня или молот (режиссёр: Христо Христов)
19. Нежданный гость (режиссёр: Владимир Монахов)
20. Опасный поворот (режиссёр: Владимир Басов)
21. Пётр Рябинкин (режиссёр: Дамир Вятич-Бережных)
22. Право на прыжок (режиссёр: Валерий Кремнёв)
23. Пылающий континент (режиссёр: Роман Кармен)
24. Пятьдесят на пятьдесят (режиссёр: Александр Файнциммер)
25. Руслан и Людмила (режиссёр: Александр Птушко)
26. Самый последний день (режиссёр: Михаил Ульянов)
27. Свеаборг (режиссёр: Сергей Колосов)
28. Сибирячка (режиссёр: Алексей Салтыков)
29. Солярис (режиссёр: Андрей Тарковский)
30. Станционный смотритель (режиссёр: Сергей Соловьёв)
31. Точка, точка, запятая… (режиссёр: Александр Митта)
32. Укрощение огня (режиссёр: Даниил Храбровицкий)
33. Человек на своём месте (режиссёр: Алексей Сахаров)
34. Четвёртый (режиссёр: Александр Столпер)
35. Чиполлино (режиссёр: Тамара Лисициан)
36. Это сладкое слово — свобода! (режиссёр: Витаутас Жалакявичус) при участии Литовской киностудии
37. Я — Тянь-Шань (режиссёр: Ирина Поплавская)

### 1973
1. Берега (режиссёр: Екатерина Сташевская-Народицкая)
2. Бесстрашный атаман (режиссёр: Геннадий Иванов, Владимир Дьяченко)
3. Большая перемена (3—4 серия) (режиссёр: Алексей Коренев)
4. Вечный зов, Фильм 1-й (1-4 серии) (режиссёр: Валерий Усков, Владимир Краснопольский)
5. Возврата нет (режиссёр: Алексей Салтыков)
6. Возле этих окон… (режиссёр: Хасан Бакаев)
7. Высокое звание (режиссёр: Евгений Карелов)
8. Города и годы (режиссёр: Александр Зархи)
9. Дача (режиссёр: Константин Воинов)
10. Двое в пути (режиссёр: Леонид Марягин)
11. Дела сердечные (режиссёр: Аждар Ибрагимов)
12. Дети Ванюшина (режиссёр: Евгений Ташков)
13. Друзья мои (режиссёр: Александр Пашовкин, Аркадий Кордон, Всеволод Плоткин) киноальманах
14. Жизнь на грешной земле (режиссёр: Семён Туманов)
15. Жили три холостяка (режиссёр: Михаил Григорьев)
16. Земля Санникова (режиссёр: Леонид Попов, Альберт Мкртчян)
17. И на Тихом океане… (режиссёр: Юрий Чулюкин)
18. Иван Васильевич меняет профессию (режиссёр: Леонид Гайдай)
19. Исполнение желаний (режиссёр: Светлана Дружинина)
20. Каждый день доктора Калинниковой (режиссёр: Виктор Титов)
21. Калина красная (режиссёр: Василий Шукшин)
22. Мачеха (режиссёр: Олег Бондарёв)
23. Много шума из ничего (режиссёр: Самсон Самсонов)
24. Молчание доктора Ивенса (режиссёр: Будимир Метальников)
25. Невероятные приключения итальянцев в России (режиссёр: Эльдар Рязанов) совместно с Dino de Laurentiis Cinematografica (Италия)
26. Неисправимый лгун (режиссёр: Виллен Азаров)
27. Нейлон 100 % (режиссёр: Владимир Басов)
28. Обновили (режиссёр: Валентин Перов) короткометражный
29. Океан (режиссёр: Юрий Вышинский)
30. По собственному желанию (режиссёр: Эдуард Гаврилов)
31. Райские яблочки (режиссёр: Георгий Щукин)
32. С весельем и отвагой (режиссёр: Алексей Сахаров)
33. С тобой и без тебя (режиссёр: Родион Нахапетов)
34. Совсем пропащий (режиссёр: Георгий Данелия)
35. Товарищ генерал (режиссёр: Теодор Вульфович)
36. Человек в штатском (режиссёр: Василий Журавлёв)
37. Чёрный принц (режиссёр: Анатолий Бобровский)
38. Эта весёлая планета (режиссёр: Юрий Сааков, Юрий Цветков)
39. Это сильнее меня (режиссёр: Фёдор Филиппов)

### 1974
1. Авария (режиссёр: Витаутас Жалакявичус)
2. Автомобиль, скрипка и собака Клякса (режиссёр: Ролан Быков)
3. Агония (режиссёр: Элем Климов)
4. Анна Каренина (режиссёр: Маргарита Пилихина)
5. Большой аттракцион (режиссёр: Виктор Георгиев)
6. Выбор цели (режиссёр: Игорь Таланкин)
7. Вылет задерживается (режиссёр: Леонид Марягин)
8. Два дня тревоги (режиссёр: Александр Сурин)
9. Дорогой мальчик (режиссёр: Александр Стефанович)
10. Единственная дорога (режиссёр: Владимир Павлович)
11. Если хочешь быть счастливым (режиссёр: Николай Губенко)
12. Если это не любовь, то что же? (режиссёр: Дарья Гурова)
13. Земляки (режиссёр: Валентин Виноградов)
14. Зеркало (режиссёр: Андрей Тарковский)
15. Ищу мою судьбу (режиссёр: Аида Манасарова)
16. Кыш и Двапортфеля (режиссёр: Эдуард Гаврилов)
17. Ливень (режиссёр: Борис Яшин)
18. Любовь земная (режиссёр: Евгений Матвеев)
19. Мой «Жигулёнок» (режиссёр: Александр Косарев) короткометражный
20. Москва, любовь моя (режиссёр: Александр Митта, Кэндси Ёсида) совместно с Toho (Япония)
21. Мосфильму 50 (режиссёр: Никита Орлов, Владимир Глазков) документальный
22. Небо со мной (режиссёр: Валерий Лонской)
23. Нечаянные радости (режиссёр: Рустам Хамдамов)
24. Осень (режиссёр: Андрей Смирнов)
25. Пётр Мартынович и годы большой жизни (режиссёр: Никита Орлов)
26. Повесть о человеческом сердце (режиссёр: Даниил Храбровицкий)
27. Помни имя своё (режиссёр: Сергей Колосов) совместно с Zespol Filmowy (ПНР)
28. Романс о влюблённых (режиссёр: Андрей Кончаловский)
29. Самый жаркий месяц (режиссёр: Юлий Карасик)
30. Свой среди чужих, чужой среди своих (режиссёр: Никита Михалков)
31. Северная рапсодия (режиссёр: Эдуард Абалян)
32. Скворец и Лира (режиссёр: Григорий Александров)
33. Соколово (режиссёр: Отакар Вавра) совместно с «Баррандов» (ЧССР)
34. Стоянка — три часа (режиссёр: Александр Светлов)
35. Такие высокие горы (режиссёр: Юлия Солнцева)
36. Фронт без флангов (режиссёр: Игорь Гостев)
37. Чисто английское убийство (режиссёр: Самсон Самсонов)
38. Чудо с косичками (режиссёр: Виктор Титов)

### 1975
1. Алмазы для Марии (режиссёр: Олег Бондарёв, Владимир Чеботарёв)
2. Ау-у! (режиссёр: Виктор Крючков, Геральд Бежанов, Юрий Горковенко) киноальманах
3. Афоня (режиссёр: Георгий Данелия)
4. Бегство мистера Мак-Кинли (режиссёр: Михаил Швейцер)
5. Без права на ошибку (режиссёр: Александр Файнциммер)
6. Вечный зов, Фильм 1-й (5—10 серии) (режиссёр: Валерий Усков, Владимир Краснопольский)
7. Горянка (режиссёр: Ирина Поплавская)
8. Дерсу Узала (режиссёр: Акира Куросава) совместно с «Ателье-41» (Япония)
9. Ирония судьбы, или с Лёгким паром! (режиссёр: Эльдар Рязанов)
10. Когда дрожит земля (режиссёр: Александр Косарев)
11. Когда наступает сентябрь (режиссёр: Эдмонд Кеосаян)
12. Концерт для двух скрипок (режиссёр: Екатерина Сташевская-Народицкая)
13. Матерь человеческая (режиссёр: Леонид Головня)
14. Маяковский смеётся (режиссёр: Сергей Юткевич, Анатолий Каранович)
15. Мой дом — театр (режиссёр: Борис Ермолаев)
16. На край света… (режиссёр: Родион Нахапетов)
17. На ясный огонь (режиссёр: Виталий Кольцов)
18. Не может быть! (режиссёр: Леонид Гайдай)
19. Они сражались за Родину (режиссёр: Сергей Бондарчук)
20. От зари до зари (режиссёр: Гавриил Егиазаров)
21. Победитель (режиссёр: Андрей Ладынин, Эдгар Ходжикян)
22. Повторная свадьба (режиссёр: Георгий Натансон)
23. Под крышами Монмартра (режиссёр: Владимир Гориккер)
24. Последняя жертва (режиссёр: Пётр Тодоровский)
25. Пошехонская старина (режиссёр: Наталья Бондарчук, Николай Бурляев, Игорь Хуциев)
26. Принимаю на себя (режиссёр: Александр Орлов)
27. Пузырьки (режиссёр: Валерий Кремнёв)
28. Раба любви (режиссёр: Никита Михалков)
29. Родины солдат (режиссёр: Юрий Чулюкин)
30. Семья Ивановых (режиссёр: Алексей Салтыков)
31. Спартак (режиссёр: Вадим Дербенёв, Юрий Григорович)
32. Сто дней после детства (режиссёр: Сергей Соловьёв)
33. Страх высоты (режиссёр: Александр Сурин)
34. Табор уходит в небо (режиссёр: Эмиль Лотяну)
35. Три дня в Москве (режиссёр: Алексей Коренев)
36. У самого Чёрного моря (режиссёр: Оскар Никич, Александр Кузнецов)
37. Улыбнись, ровесник! (режиссёр: Юлий Кун, Михаэль Энгльбергер) совместно с «ДЕФА», (ГДР))
38. Шире шаг, маэстро! (режиссёр: Карен Шахназаров) короткометражный
39. Ярослав Домбровский (режиссёр: Богдан Поремба) совместно с «Панорама», (ПНР)

### 1976
1. «SOS» над тайгой (режиссёр: Валентин Перов, Аркадий Кольцатый) стереофильм
2. Безотцовщина (режиссёр: Владимир Шамшурин)
3. Бешеное золото (режиссёр: Самсон Самсонов)
4. Вечный зов, Фильм 1-й (11—12 серии) (режиссёр: Валерий Усков, Владимир Краснопольский)
5. Восхождение (режиссёр: Лариса Шепитько)
6. Вы мне писали (режиссёр: Аида Манасарова)
7. Голубой портрет (режиссёр: Геннадий Шумский)
8. Грозный век (режиссёр: Вадим Дербенёв, Юрий Григорович)
9. Два капитана (режиссёр: Евгений Карелов)
10. Дни Турбиных (режиссёр: Владимир Басов)
11. Додумался, поздравляю! (режиссёр: Эдуард Гаврилов)
12. Жизнь и смерть Фердинанда Люса (режиссёр: Анатолий Бобровский)
13. Жить по-своему… (режиссёр: Константин Худяков)
14. Кафе «Изотоп» (режиссёр: Георгий Калатозишвили)
15. Легенда о Тиле (режиссёр: Александр Алов, Владимир Наумов)
16. Мама (режиссёр: Элизабета Бостан)
17. Мелодии белой ночи (режиссёр: Сергей Соловьёв, Киёси Нисимура) совместно с «Kabushiki Kaisha Toho Eiga» (Япония)
18. Моё дело (режиссёр: Леонид Марягин)
19. Неоконченная пьеса для механического пианино (режиссёр: Никита Михалков)
20. Повесть о неизвестном актёре (режиссёр: Александр Зархи)
21. Подранки (режиссёр: Николай Губенко)
22. Приключения Травки (режиссёр: Аркадий Кордон)
23. Псевдоним: Лукач (режиссёр: Манос Захариас) совместно с «Mafilm» (ВНР)
24. Развлечение для старичков (режиссёр: Андрей Разумовский)
25. Розыгрыш (режиссёр: Владимир Меньшов)
26. Сказ про то, как царь Пётр арапа женил (режиссёр: Александр Митта)
27. Слово для защиты (режиссёр: Вадим Абдрашитов)
28. Солдаты свободы (режиссёр: Юрий Озеров)
29. Солнце, снова солнце (режиссёр: Светлана Дружинина)
30. Сохранить город (режиссёр: Ян Ломницкий) совместно с Film Polski (ПНР)
31. Стажёр (режиссёр: Дамир Вятич-Бережных)
32. «Сто грамм» для храбрости… (режиссёр: Борис Бушмелёв, Анатолий Маркелов, Георгий Щукин) киноальманах
33. Три солнца (режиссёр: Арья Дашиев)
34. Трын-трава (режиссёр: Сергей Никоненко)
35. Ты — мне, я — тебе (режиссёр: Александр Серый)

### 1977
1. А у нас была тишина (режиссёр: Владимир Шамшурин)
2. В зоне особого внимания (режиссёр: Андрей Малюков)
3. В ночь на новолуние (режиссёр: Юсуп Даниялов, Дмитрий Коржихин)
4. В четверг и больше никогда (режиссёр: Анатолий Эфрос)
5. Враги (режиссёр: Родион Нахапетов)
6. Гонки без финиша (режиссёр: Алексей Очкин)
7. День сюрпризов (режиссёр: Хасан Бакаев)
8. Диалог (режиссёр: Сергей Колосов)
9. Долги наши (режиссёр: Борис Яшин)
10. Журавль в небе (режиссёр: Самсон Самсонов, Аркадий Сиренко)
11. Инкогнито из Петербурга (режиссёр: Леонид Гайдай)
12. Катина служба (режиссёр: Борис Токарев)
13. Левый поворот (режиссёр: Анатолий Маркелов) короткометражный
14. Мимино (режиссёр: Георгий Данелия)
15. Ночь над Чили (режиссёр: Себастьян Аларкон, Александр Косарев)
16. Отклонение — ноль (режиссёр: Александр Столпер)
17. Переезд (режиссёр: Олег Видов)
18. По семейным обстоятельствам (режиссёр: Алексей Коренев)
19. Позови меня в даль светлую (режиссёр: Герман Лавров, Станислав Любшин)
20. Портрет с дождём (режиссёр: Гавриил Егиазаров)
21. Приезжая (режиссёр: Валерий Лонской)
22. Пыль под солнцем (режиссёр: Марионас Гедрис) совместно с Литовской киностудией
23. Пять минут (режиссёр: Василий Журавлёв) короткометражный
24. Рудин (режиссёр: Константин Воинов)
25. Служебный роман (режиссёр: Эльдар Рязанов)
26. Смешные люди! (режиссёр: Михаил Швейцер)
27. Собственное мнение (режиссёр: Юлий Карасик)
28. Степь (режиссёр: Сергей Бондарчук)
29. Странная женщина (режиссёр: Юлий Райзман)
30. Судьба (режиссёр: Евгений Матвеев)
31. Схватка в пурге (Режиссёр: Александр Гордон)
32. Счёт человеческий (режиссёр: Александр Светлов)
33. Трактир на Пятницкой (режиссёр: Александр Файнциммер)
34. Трясина (режиссёр: Григорий Чухрай)
35. Ты иногда вспоминай (режиссёр: Павел Чухрай)
36. Фронт за линией фронта (режиссёр: Игорь Гостев)
37. Хочу быть министром (режиссёр: Екатерина Сташевская-Народицкая)
38. Хождение по мукам (1—11 серия) (режиссёр: Василий Ордынский)
39. Юлия Вревская (режиссёр: Никола Корабов) совместно со Студией художественных фильмов и творческим коллективом «Хемус» (НРБ)

### 1978
1. 31 июня (режиссёр: Леонид Квинихидзе)
2. Бархатный сезон (режиссёр: Владимир Павлович)
3. Близкая даль (режиссёр: Виталий Кольцов)
4. В день праздника (режиссёр: Пётр Тодоровский)
5. Вас ожидает гражданка Никанорова (режиссёр: Леонид Марягин)
6. Версия полковника Зорина (режиссёр: Андрей Ладынин)
7. Голубка (режиссёр: Владимир Назаров)
8. Да здравствует Мексика! (режиссёр: Сергей Эйзенштейн, Григорий Александров)
9. Емельян Пугачёв (режиссёр: Алексей Салтыков)
10. Женщина, которая поёт (режиссёр: Александр Орлов)
11. Живите в радости (режиссёр: Леонид Миллионщиков)
12. Живой срез (режиссёр: Валерий Рыбарев) при участии «Беларусьфильма»
13. Звезда надежды (режиссёр: Эдмонд Кеосаян) совместно с «Арменфильм»
14. Иванцов, Петров, Сидоров (режиссёр: Константин Худяков)
15. Искушение (режиссёр: Алексей Поляков)
16. Кентавры (режиссёр: Витаутас Жалакявичус) совместно с «Мафильм» (ВНР), «Баррандов» (ЧССР), «Динпро» (Колумбия)
17. Любовь моя, печаль моя (режиссёр: Аждар Ибрагимов) совместно с Tugra Film (Турция)
18. Мой ласковый и нежный зверь (режиссёр: Эмиль Лотяну) совместно с Интер Альянс Фильм (ФРГ)
19. Обыкновенное чудо (режиссёр: Марк Захаров)
20. Отец Сергий (режиссёр: Игорь Таланкин)
21. Поворот (режиссёр: Вадим Абдрашитов)
22. Поговорим, брат… (режиссёр: Юрий Чулюкин) при участии «Беларусьфильма»
23. Поздняя ягода (режиссёр: Фёдор Филиппов)
24. Пока безумствует мечта (режиссёр: Юрий Горковенко)
25. Право первой подписи (режиссёр: Владимир Чеботарёв)
26. Предварительное расследование (режиссёр: Андрей Разумовский)
27. Пятое время года (режиссёр: Олег Никитин)
28. Пять вечеров (режиссёр: Никита Михалков)
29. Сдаётся квартира с ребёнком (режиссёр: Виктор Крючков)
30. Сибириада (режиссёр: Андрей Кончаловский)
31. Срочный вызов (режиссёр: Геральд Бежанов)
32. Старомодная комедия (режиссёр: Эра Савельева, Татьяна Березанцева)
33. Сюда не залетали чайки (режиссёр: Булат Мансуров)
34. Тактика бега на длинную дистанцию (режиссёр: Рудольф Фрунтов, Евгений Васильев)
35. Территория (режиссёр: Александр Сурин)
36. Торговка и поэт (режиссёр: Самсон Самсонов)
37. Трактир на Пятницкой (режиссёр: Александр Файнциммер)
38. Уроки французского (режиссёр: Евгений Ташков)
39. Целуются зори (режиссёр: Сергей Никоненко)

### 1979
1. Антарктическая повесть (режиссёр: Сергей Тарасов)
2. Ах, водевиль, водевиль… (режиссёр: Георгий Юнгвальд-Хилькевич)
3. Бабек (режиссёр: Эльдар Кулиев) совместно с «Азербайджанфильм»
4. Баллада о спорте (режиссёр: Юрий Озеров) документальный
5. Безответная любовь (режиссёр: Андрей Малюков)
6. Верой и правдой (режиссёр: Андрей Смирнов)
7. Взлёт (режиссёр: Савва Кулиш)
8. Взрослый сын (режиссёр: Александр Панкратов)
9. Вкус хлеба (режиссёр: Алексей Сахаров) совместно с «Казахфильмом»
10. Возвращение чувств (режиссёр: Марк Осепьян)
11. Выстрел в спину (режиссёр: Владимир Чеботарёв)
12. Гараж (режиссёр: Эльдар Рязанов)
13. Город принял (режиссёр: Вячеслав Максаков)
14. Добряки (режиссёр: Карен Шахназаров)
15. Здесь, на моей земле (режиссёр: Владимир Досталь, Анатолий Чемодуров)
16. Крутое поле (режиссёр: Леон Сааков)
17. Лаборатория (режиссёр: Александр Панкратов) киноальманах «Молодость»
18. Маленькие трагедии (режиссёр: Михаил Швейцер)
19. Мир в трёх измерениях (режиссёр: Юлия Солнцева)
20. Москва слезам не верит (режиссёр: Владимир Меньшов)
21. Несколько дней из жизни И. И. Обломова (режиссёр: Никита Михалков)
22. Опасные друзья (режиссёр: Владимир Шамшурин)
23. Осенний марафон (режиссёр: Георгий Данелия)
24. Отец и сын (режиссёр: Валерий Усков, Владимир Краснопольский)
25. Пена (режиссёр: Александр Стефанович)
26. По следу властелина (режиссёр: Вадим Дербенёв)
27. Поговори на моём языке (режиссёр: Ара Габриэлян) при участии киностудии имени М. Горького
28. Поэма о крыльях (режиссёр: Даниил Храбровицкий)
29. Прилетал марсианин в осеннюю ночь (режиссёр: Геннадий Шумский)
30. Прощальная гастроль «Артиста» (режиссёр: Александр Файнциммер)
31. С любовью пополам (режиссёр: Сергей Микаэлян)
32. Санта Эсперанса (режиссёр: Себастьян Аларкон)
33. Сватовство гусара (режиссёр: Светлана Дружинина)
34. Стакан воды (режиссёр: Юлий Карасик)
35. Сталкер (режиссёр: Андрей Тарковский)
36. Суета сует (режиссёр: Алла Сурикова)
37. Сцены из семейной жизни (режиссёр: Александр Гордон)
38. Тема (режиссёр: Глеб Панфилов)
39. Тот самый Мюнхгаузен (режиссёр: Марк Захаров)
40. Утренний обход (режиссёр: Аида Манасарова)
41. Что-то с телефоном (режиссёр: Константин Осин)
42. Экипаж (режиссёр: Александр Митта)

### 1980
1. Белый ворон (режиссёр: Валерий Лонской)
2. Белый снег России (режиссёр: Юрий Вышинский)
3. Вечерний лабиринт (режиссёр: Борис Бушемлёв)
4. Всадник на золотом коне (режиссёр: Василий Журавлёв)
5. Гражданин Лёшка (режиссёр: Виктор Крючков)
6. Дамы приглашают кавалеров (режиссёр: Иван Киасашвили)
7. Двадцать шесть дней из жизни Достоевского (режиссёр: Александр Зархи)
8. Дульсинея Тобосская (режиссёр: Светлана Дружинина)
9. Если бы я был начальником… (режиссёр: Альберт Мкртчян)
10. Желаю успеха (режиссёр: Александр Косарев)
11. Жизнь прекрасна (режиссёр: Григорий Чухрай) совместно с Quattro Favalli Cinematografica (Италия)
12. За спичками (режиссёр: Леонид Гайдай, Ристо Орко)
13. Звёздный инспектор (режиссёр: Марк Ковалёв, Владимир Полин)
14. И вечный бой… Из жизни Александра Блока (режиссёр: Дмитрий Барщевский)
15. Идеальный муж (режиссёр: Виктор Георгиев)
16. Из жизни отдыхающих (режиссёр: Николай Губенко)
17. Избирательность по соседнему каналу (режиссёр: Владимир Ермольев)
18. Иначе нельзя (режиссёр: Сергей Ерин)
19. Комедия давно минувших дней (режиссёр: Юрий Кушнерёв)
20. Коней на переправе не меняют (режиссёр: Гавриил Егиазаров)
21. Корпус генерала Шубникова (режиссёр: Дамир Вятич-Бережных)
22. Крах операции «Террор» (режиссёр: Анатолий Бобровский)
23. Кто заплатит за удачу? (режиссёр: Константин Худяков)
24. Ларец Марии Медичи (режиссёр: Рудольф Фрунтов)
25. Лариса (режиссёр: Элем Климов)
26. Люди в океане (режиссёр: Павел Чухрай)
27. Мир в трёх измерениях (режиссёр: Юлия Солнцева)
28. Молодость (Выпуск №2) (режиссёр: Андрей Ермаш, Автандил Квирикашвили, Геннадий Мелконян) киноальманах
29. Молодость (Выпуск №3) (режиссёр: Александр Панкратов, Александр Итыгилов) киноальманах
30. Назначение (режиссёр: Сергей Колосов)
31. Не стреляйте в белых лебедей (режиссёр: Родион Нахапетов)
32. Незваный друг (режиссёр: Леонид Марягин)
33. О бедном гусаре замолвите слово (режиссёр: Эльдар Рязанов)
34. О спорт, ты — мир! (режиссёр: Юрий Озеров, Борис Рычков, Фёдор Хитрук)
35. Ожидание (режиссёр: Борис Яшин)
36. Особо важное задание (режиссёр: Евгений Матвеев)
37. Охота на лис (режиссёр: Вадим Абдрашитов)
38. Путь к медалям (режиссёр: Никита Орлов, Дзюнья Сато)
39. Рассказ неизвестного человека (режиссёр: Витаутас Жалакявичус)
40. Расследование (режиссёр: Михаил Рык)
41. Спасатель (режиссёр: Сергей Соловьёв)
42. Старый Новый год (режиссёр: Наум Ардашников, Олег Ефремов)
43. Такие же, как мы! (режиссёр: Эдгар Ходжикян)
44. Тегеран-43 (режиссёр: Александр Алов, Владимир Наумов) совместно с Pro Dis Film AG (Франция) и Méditerranée Cinéma (Швейцария)
45. Три года (режиссёр: Станислав Любшин, Дмитрий Долинин)
46. Холостяки (режиссёр: Михаил Никитин) короткометражный; при участии «Ленфильма»
47. Фантазия на тему любви (режиссёр: Аида Манасарова)

## 1981—1990

### 1981
1. 34-й скорый (режиссёр: Андрей Малюков)
2. Бешеные деньги (режиссёр: Евгений Матвеев)
3. Брелок с секретом (режиссёр: Вера Токарева)
4. Будьте моим мужем (режиссёр: Алла Сурикова)
5. Было у отца три сына (режиссёр: Геннадий Иванов)
6. В последнюю очередь (режиссёр: Андрей Ладыгин)
7. Вакансия (режиссёр: Маргарита Микаэлян)
8. Валентина (режиссёр: Глеб Панфилов)
9. Василий и Василиса (режиссёр: Ирина Поплавская)
10. Великий самоед (режиссёр: Аркадий Кордон)
11. Восьмое чудо света (режиссёр: Самсон Самсонов)
12. Все деньги с кошельком (режиссёр: Виталий Дудин) при участии «Беларусьфильма»
13. Душа (режиссёр: Александр Стефанович)
14. Звездопад (режиссёр: Игорь Таланкин)
15. Кольцо из Амстердама (режиссёр: Владимир Чеботарёв)
16. Крик тишины (режиссёр: Арья-Жав Дашиев)
17. Ленин в Париже (режиссёр: Сергей Юткевич, Леонид Эйдлин)
18. Линия жизни (режиссёр: Владимир Назаров)
19. Любимая женщина механика Гаврилова (режиссёр: Пётр Тодоровский)
20. Любовь моя вечная (режиссёр: Владимир Монахов)
21. Мужики!.. (режиссёр: Искра Бабич)
22. На Гранатовых островах (режиссёр: Тамара Лисициан)
23. Они были актёрами (режиссёр: Георгий Натансон)
24. От зимы до зимы (режиссёр: Олег Никитин)
25. Ответный ход (режиссёр: Михаил Туманишвили)
26. Отпуск за свой счёт (режиссёр: Виктор Титов) совместно с телевидением ВНР
27. Отставной козы барабанщик (режиссёр: Георгий Мыльников)
28. Портрет жены художника (режиссёр: Александр Панкратов)
29. Прощание (режиссёр: Лариса Шепитько, Элем Климов)
30. Родительский день (режиссёр: Светлана Проскурина) при участии «Ленфильма»
31. Родник (режиссёр: Аркадий Сиренко)
32. Родня (режиссёр: Никита Михалков)
33. С вечера до полудня (режиссёр: Константин Худяков)
34. Сашка (режиссёр: Александр Сурин)
35. Тайна записной книжки (режиссёр: Владимир Шамшурин)
36. Факты минувшего дня (режиссёр: Владимир Басов)
37. Февральский ветер (режиссёр: Владимир Досталь)
38. Фронт в тылу врага (режиссёр: Игорь Гостев)
39. Через Босфор и Дарданеллы (режиссёр: Владимир Мартынов) при участии киностудии имени М. Горького
40. Через Гоби и Хинган (режиссёр: Бадрахын Сумху, Василий Ордынский)
41. Чёрный треугольник (режиссёр: Сергей Тарасов)
42. Честный, умный, неженатый… (режиссёр: Алексей Коренев)
43. Шляпа (режиссёр: Леонид Квинихидзе)
44. Ярослав Мудрый (режиссёр: Григорий Кохан) совместно с киностудией имени А. Довженко

### 1982
1. Багряная трава (режиссёр: Владимир Колос) при участии «Беларусьфильма»
2. Баллада о доблестном рыцаре Айвенго (режиссёр: Сергей Тарасов)
3. Берегите мужчин (режиссёр: Александр Серый)
4. Васса (режиссёр: Глеб Панфилов)
5. Вечный зов, Фильм 2-й (1—4 серии) (режиссёр: Валерий Усков, Владимир Краснопольский)
6. Вокзал для двоих (режиссёр: Эльдар Рязанов)
7. Где-то плачет иволга… (режиссёр: Эдмонд Кеосаян)
8. Две главы из семейной хроники (режиссёр: Дмитрий Барщевский)
9. День рождения (режиссёр: Леонид Марягин)
10. Детский мир (режиссёр: Валерий Кремнёв)
11. Домой! (режиссёр: Гавриил Егиазаров)
12. За старым забором (режиссёр: Татьяна Пименова) при участии киностудии имени М. Горького
13. Избранные (режиссёр: Сергей Соловьёв) совместно с Динависьон Лтд., Продуксьонес Касабланка (Колумбия), при участии «Совинфильм» и «Фосине»
14. Ищите женщину (режиссёр: Алла Сурикова)
15. Колокол священной кузни (режиссёр: Марк Ковалёв)
16. Красные колокола. Фильм 1. Мексика в огне (режиссёр: Сергей Бондарчук)
17. Красные колокола. Фильм 2. Я видел рождение нового мира (режиссёр: Сергей Бондарчук)
18. Кто стучится в дверь ко мне… (режиссёр: Николай Скуйбин)
19. Лишний билет (режиссёр: Игорь Владимиров)
20. Мать Мария (режиссёр: Сергей Колосов)
21. Молодость (Выпуск № 4) (режиссёр: Николай Скуйбин, Николай Лырчиков, Борис Галкин) киноальманах
22. Мужской почерк (режиссёр: Г. Карабанов) короткометражный
23. Надежда и опора (режиссёр: Виталий Кольцов)
24. Нам здесь жить (режиссёр: Владимир Саруханов)
25. Нас венчали не в церкви (режиссёр: Борис Токарев)
26. Наследница по прямой (режиссёр: Сергей Соловьёв)
27. Не было печали (режиссёр: Юсуп Даниялов)
28. Не хочу быть взрослым (режиссёр: Юрий Чулюкин)
29. Низами (режиссёр: Эльдар Кулиев) совместно с «Азербайджанфильм»
30. Остановился поезд (режиссёр: Вадим Абдрашитов)
31. Оставить след (режиссёр: Герман Лавров)
32. Открытое сердце (режиссёр: Алексей Поляков)
33. Падение Кондора (режиссёр: Себастьян Аларкон)
34. По законам военного времени (режиссёр: Игорь Слабневич)
35. Покровские ворота (режиссёр: Михаил Козаков)
36. Полынь — трава горькая (режиссёр: Алексей Салтыков)
37. Похождения графа Невзорова (режиссёр: Александр Панкратов-Чёрный)
38. Предисловие к битве (режиссёр: Николай Стамбула)
39. Предчувствие любви (режиссёр: Тофик Шахвердиев)
40. Принцесса цирка (режиссёр: Светлана Дружинина)
41. Свидание с молодостью (режиссёр: Валентин Попов)
42. Сказка странствий (режиссёр: Александр Митта)
43. Сказки… сказки… сказки старого Арбата (режиссёр: Савва Кулиш)
44. Слёзы капали (режиссёр: Георгий Данелия)
45. Случай в квадрате 36-80 (режиссёр: Михаил Туманишливи)
46. Смерть на взлёте (режиссёр: Хасан Бакаев)
47. Спортлото-82 (режиссёр: Леонид Гайдай)
48. Срочно… Секретно… Губчека (режиссёр: Александр Косарев)
49. Формула света (режиссёр: Александр Светлов)
50. Частная жизнь (режиссёр: Юлий Райзман)
51. Человек, который закрыл город (режиссёр: Александр Гордон)

### 1983
1. Анна Павлова (режиссёр: Эмиль Лотяну)
2. Аукцион (режиссёр: Валерий Курыкин)
3. Без свидетелей (режиссёр: Никита Михалков)
4. Берег (режиссёр: Александр Алов, Владимир Наумов)
5. Букет фиалок (режиссёр: Вера Строева, Олег Бондарёв)
6. Вечный зов, Фильм 2-й (5—7 серии) (режиссёр: Валерий Усков, Владимир Краснопольский)
7. Витя Глушаков — друг апачей (режиссёр: Геральд Бежанов)
8. Ворота в небо (режиссёр: Дамир Вятич-Бережных)
9. Дважды рождённый (режиссёр: Аркадий Сиренко)
10. Детский сад (режиссёр: Евгений Евтушенко)
11. Жаркое лето в Кабуле (режиссёр: Вали Латифи, Али Хамраев)
12. И жизнь, и слёзы, и любовь (режиссёр: Николай Губенко)
13. К своим!.. (режиссёр: Владимир Левин)
14. Клетка для канареек (режиссёр: Павел Чухрай)
15. Летаргия (режиссёр: Валерий Ланской)
16. Лунная радуга (режиссёр: Андрей Ермаш)
17. Любовь Орлова (режиссёр: Елена Михайлова, Григорий Александров) документальный
18. Любовью за любовь (режиссёр: Татьяна Березанцева)
19. Молодые люди (режиссёр: Сергей Линков, Константин Худяков)
20. Мы из джаза (режиссёр: Карен Шахназаров)
21. Мэри Поппинс, до свидания (режиссёр: Леонид Квинхидзе)
22. Нежданно-негаданно (режиссёр: Геннадий Мелконян)
23. О странностях любви (режиссёр: Теодор Вульфович)
24. Обман (режиссёр: Николай Раужин) при участии Киностудии имени М. Горького
25. Оглянись (режиссёр: Аида Манасарова)
26. Одиноким предоставляется общежитие (режиссёр: Самсон Самсонов)
27. Подросток (режиссёр: Евгений Ташков)
28. Послесловие (режиссёр: Марлен Хуциев)
29. Прости меня, Алёша (режиссёр: Искра Бабич)
30. Рецепт её молодости (режиссёр: Евгений Гинзбург)
31. Серафим Полубес и другие жители Земли (режиссёр: Виктор Прохоров)
32. Спокойствие отменяется (режиссёр: Мунид Закиров)
33. Срок давности (режиссёр: Леонид Агранович)
34. Тайна виллы «Грета» (режиссёр: Тамара Лисициан)
35. Тайна «Чёрных дроздов» (режиссёр: Вадим Дербенёв)
36. Такая жёсткая игра — хоккей (режиссёр: Андрей Разумовский)
37. Тревожное воскресенье (режиссёр: Рудольф Фрунтов)
38. Тревожный вылет (режиссёр: Владимир Чеботарёв)
39. Три лимона для любимой (режиссёр: Олег Розенберг) при участии Рижской киностудии
40. Трое на шоссе (режиссёр: Анатолий Бобровский)
41. Ты мой восторг, моё мученье… (режиссёр: Владислав Пьявко, Юрий Рогов)
42. У опасной черты (режиссёр: Виктор Георгиев)
43. Ураган приходит неожиданно (режиссёр: Наталья Величко)
44. Человек на полустанке (режиссёр: Василий Панин)
45. Чучело (режиссёр: Ролан Быков)

### 1984
1. Блистающий мир (режиссёр: Булат Мансуров)
2. Время желаний (режиссёр: Юлий Райзман)
3. Время и семья Конвей (режиссёр: Владимир Басов)
4. Время отдыха с субботы до понедельника (режиссёр: Игорь Таланкин)
5. Выигрыш одинокого коммерсанта (режиссёр: Себастьян Аларкон)
6. Герой её романа (режиссёр: Юрий Горковенко)
7. Господин Великий Новгород (режиссёр: Алексей Салтыков)
8. Граждане Вселенной (режиссёр: Николай Спириденко)
9. Двойной обгон (режиссёр: Александр Гордон)
10. Деревянная посуда (режиссёр: Артур Саакян) при участии «Арменфильм»
11. Европейская история (режиссёр: Игорь Гостев)
12. Жестокий романс (режиссёр: Эльдар Рязанов)
13. Загадка Кальмана (режиссёр: Дьёрдь Палашти) при участии Mafilm (ВНР)
14. Зачем человеку крылья (режиссёр: Владимир Шамшурин)
15. Зудов, вы уволены (режиссёр: Борис Бушмелёв)
16. Идущий следом (режиссёр: Родион Нахапетов)
17. Иона, или художник за работой (режиссёр: Александр Кайдановский)
18. Кто сильнее его (режиссёр: Автандил Квирикашвили)
19. Любовь и голуби (режиссёр: Владимир Меньшов)
20. Манька (режиссёр: Ольга Наруцкая, Анатолий Никитин) киноальманах при участии Киностудии имени М. Горького и «Ленфильма»
21. Мёртвые души (режиссёр: Михаил Швейцер, Софья Милькина)
22. Михайло Ломоносов (фильм 1-й) От недр своих (режиссёр: Александр Прошкин)
23. Мой избранник (режиссёр: Алексей Коренев)
24. Наследство (режиссёр: Георгий Натансон)
25. Особое подразделение (режиссёр: Владимир Иванов, Георгий Щукин)
26. Парад планет (режиссёр: Вадим Абдрашитов)
27. Пеппи Длинныйчулок (режиссёр: Маргарита Микаэлян)
28. Первая конная (режиссёр: Владимир Любомудров)
29. Песочные часы (режиссёр: Сергей Вронский)
30. Победа (режиссёр: Евгений Матвеев)
31. Полоса препятствий (режиссёр: Михаил Туманишвили)
32. Поручить генералу Нестерову (режиссёр: Борис Галкин)
33. Похищение (режиссёр: Виталий Тарасенко)
34. Прежде, чем расстаться (режиссёр: Александр Косарев)
35. Расставания (режиссёр: Гавриил Егиазаров)
36. Репортаж с линии огня (режиссёр: Леон Сааков)
37. Счастливая, Женька! (режиссёр: Александр Панкратов)
38. Талисман любви (режиссёр: Анатолий Петрицкий, Ислам Казиев)
39. Тихие воды глубоки (режиссёр: Олег Никитин)
40. Успех (режиссёр: Константин Худяков)
41. Формула любви (режиссёр: Марк Захаров)
42. Человек-невидимка (режиссёр: Александр Захаров)
43. Через все годы (режиссёр: Василий Ордынский)
44. Шанс (режиссёр: Александр Майоров)
45. Я за тебя отвечаю (режиссёр: Борис Яшин)

### 1985
1. Багратион (режиссёр: Гиули Чохонелидзе, Караман Мгеладзе) совместно с «Грузия-фильм»
2. Батальоны просят огня (режиссёр: Александр Боголюбов, Владимир Чеботарёв)
3. Берега в тумане (режиссёр: Юлий Карасик)
4. Битва за Москву (режиссёр: Юрий Озеров) совместно с «Баррандов» (ЧССР) при участии DEFA (ГДР), «ФАФИМ» (Вьетнам)
5. Валентин и Валентина (режиссёр: Георгий Натансон)
6. Вариант «Зомби» (режиссёр: Евгений Егоров)
7. Вишнёвый омут (режиссёр: Леонид Головня)
8. Город невест (режиссёр: Леонид Марягин)
9. Дикий хмель (режиссёр: Олег Бондарёв)
10. Дороги Анны Фирлинг (режиссёр: Сергей Колосов)
11. Жил отважный капитан (режиссёр: Рудольф Фрунтов)
12. Завещание (режиссёр: Игорь Гостев)
13. Законный брак (режиссёр: Альберт Мкртчян)
14. Зимний вечер в Гаграх (режиссёр: Карен Шахназаров)
15. Змеелов (режиссёр: Вадим Дербенёв)
16. Иди и смотри (режиссёр: Элем Климов)
17. Из жизни Потапова (режиссёр: Николай Скуйбин)
18. Искренне Ваш… (режиссёр: Алла Сурикова)
19. Как стать счастливым (режиссёр: Юрий Чулюкин)
20. Картина (режиссёр: Булат Мансуров)
21. Матвеева радость (режиссёр: Ирина Поплавская)
22. Набат на рассвете (режиссёр: Аркадий Кордон)
23. Начни сначала (режиссёр: Александр Стефанович)
24. Неудобный человек (режиссёр: Аждар Ибрагимов)
25. Одиночное плавание (режиссёр: Михаил Туманишвили)
26. Опасно для жизни! (режиссёр: Леонид Гайдай)
27. От зарплаты до зарплаты (режиссёр: Аида Манасарова)
28. Папа (режиссёр: Александр Карпов) при участии «Беларусьфильма»
29. Площадь Восстания (режиссёр: Борис Токарев)
30. Поездки на старом автомобиле (режиссёр: Пётр Фоменко)
31. Полевая гвардия Мозжухина (режиссёр: Валерий Лонской)
32. Право любить (режиссёр: Владимир Назаров)
33. Пришла и говорю (режиссёр: Наум Ардашников)
34. Пять минут страха (режиссёр: Андрей Ладынин)
35. Салон красоты (режиссёр: Александр Панкратов-Чёрный)
36. Самая обаятельная и привлекательная (режиссёр: Геральд Бежанов)
37. Секунда на подвиг (режиссёр: Эльдор Уразбаев, Ом Гиль Сон)
38. Соучастие в убийстве (режиссёр: Валерий Усков, Владимир Краснопольский)
39. Странная история Джекила и мистера Хайда (режиссёр: Александр Орлов)
40. Страховой агент (режиссёр: Александр Майоров)
41. Танцплощадка (режиссёр: Самсон Самсонов)
42. Третье поколение (режиссёр: Игорь Слабневич)
43. Утро обречённого прииска (режиссёр: Арья Дашиев)
44. Человек с аккордеоном (режиссёр: Николай Досталь)
45. Чёрная стрела (режиссёр: Сергей Тарасов)

### 1986
1. Аэропорт со служебного входа (режиссёр: Борис Яшин)
2. Без срока давности (режиссёр: Эдгар Ходжикян)
3. Борис Годунов (режиссёр: Сергей Бондарчук)
4. В распутицу (режиссёр: Андрей Разумовский)
5. Верую в любовь (режиссёр: Елена Михайлова)
6. Верю в радугу (режиссёр: Виталий Фетисов)
7. Время сыновей (режиссёр: Евгений Матвеев)
8. Выкуп (режиссёр: Александр Гордон)
9. Гонка века (режиссёр: Никита Орлов)
10. Затянувшийся экзамен (режиссёр: Владимир Шамшурин)
11. Зина-Зинуля (режиссёр: Павел Чухрай)
12. Зонтик для новобрачных (режиссёр: Родион Нахапетов)
13. Карусель на Базарной площади (режиссёр: Николай Стамбула)
14. Кин-дза-дза! (режиссёр: Георгий Данелия)
15. Крик дельфина (режиссёр: Алексей Салтыков)
16. Курьер (режиссёр: Карен Шахназаров)
17. Лермонтов (режиссёр: Николай Бурляев)
18. Лицом к лицу (режиссёр: Анатолий Бобровский)
19. Люби меня, как я тебя (режиссёр: Вера Токарева)
20. Михайло Ломоносов (фильм 2-й) У врат учёности (режиссёр: Александр Прошкин)
21. Михайло Ломоносов (фильм 3-й) Во славу Отечества (режиссёр: Александр Прошкин)
22. Мой любимый клоун (режиссёр: Юрий Кушнерёв)
23. Мы веселы, счастливы, талантливы! (режиссёр: Александр Сурин)
24. Обида (режиссёр: Аркадий Сиренко)
25. Очная ставка (режиссёр: Валерий Кремнёв)
26. Певучая Россия (режиссёр: Василий Панин)
27. Первый парень (режиссёр: Аркадий Сиренко)
28. Перехват (режиссёр: Сергей Тарасов)
29. Плюмбум, или Опасная игра (режиссёр: Вадим Абдрашитов)
30. По главной улице с оркестром (режиссёр: Пётр Тодоровский)
31. Попутчик (режиссёр: Иван Киасашвили)
32. Праздник Нептуна (режиссёр: Юрий Мамин) при участии «Ленфильма»
33. Проделки в старинном духе (режиссёр: Александр Панкратов)
34. Путешествие мсье Перришона (режиссёр: Маргарита Микаэлян)
35. Рысь возвращается (режиссёр: Агаси Бабаян)
36. Семь криков в океане (режиссёр: Владимир Басов)
37. Скакал казак через долину (режиссёр: Виталий Кольцов)
38. Там, где нас нет (режиссёр: Леонид Квинихидзе)
39. Трава зелена (режиссёр: Владимир Назаров)
40. Хорошо сидим! (режиссёр: Мунид Закиров)
41. Чегемский детектив (режиссёр: Александр Светлов) совместно с «Грузия-фильм»
42. Чичерин (режиссёр: Александр Зархи)
43. Чужая белая и рябой (режиссёр: Сергей Соловьёв) при участии «Казахфильма»
44. Я сделал всё, что мог (режиссёр: Дмитрий Салынский)
45. Ягуар (режиссёр: Себастьян Аларкон)

### 1987
1. Акселератка (режиссёр: Алексей Коренев)
2. Акция (режиссёр: Владимир Шамшурин)
3. Амуланга (режиссёр: Леонид Ясеницкий)
4. Асса (режиссёр: Сергей Соловьёв)
5. Байка (режиссёр: Георгий Бурков, Герман Лавров)
6. Без солнца (режиссёр: Юлий Карасик)
7. Брод (режиссёр: Георгий Дульцев, Андрей Добровольский)
8. Везучая (режиссёр: Олег Шухер (Ремизов))
9. Воскресные прогулки (режиссёр: Иван Дыховичный, Александр Карпов (младший), Анвар Мустафин) киноальманах при участии «Казахфильма», начат в 1984 году
10. Время летать (режиссёр: Алексей Сахаров)
11. Выбор (режиссёр: Владимир Наумов)
12. Гардемарины, вперёд! (режиссёр: Светлана Дружинина)
13. Где находится нофелет? (режиссёр: Геральд Бежанов)
14. Гость (режиссёр: Александр Кайдановский)
15. Два часа с бардами (режиссёр: Александр Стефанович)
16. Друг (режиссёр: Леонид Квинихидзе)
17. Забытая мелодия для флейты (режиссёр: Эльдар Рязанов)
18. Загадочный наследник (режиссёр: Тамара Лисициан)
19. Загон (режиссёр: Игорь Гостев, Римон Бутрос)
20. Запомните меня такой (режиссёр: Павел Чухрай)
21. Иван Великий (режиссёр: Гавриил Егиазаров)
22. Клиника (режиссёр: Дмитрий Шинкаренко, Климент Чимидов, Сергей Глущенко) киноальманах при участии Киностудии имени М. Горького, «Беларусьфильма», начат в 1984 году
23. Конец Вечности (режиссёр: Андрей Ермаш)
24. Крейцерова соната (режиссёр: Михаил Швейцер, София Милькина)
25. Ловкачи (режиссёр: Евгений Ташков)
26. Мужские портреты (режиссёр: Валерий Лонской)
27. На исходе ночи (режиссёр: Родион Нахапетов)
28. Наездники (режиссёр: Георгий Реутов, Юрий Колчеев, Алексей Бобров) киноальманах
29. Ночной экипаж (режиссёр: Борис Токарев)
30. Оглашению не подлежит (режиссёр: Хасан Бакаев)
31. Поражение (режиссёр: Булат Мансуров)
32. Претендент (режиссёр: Константин Худяков)
33. Причалы (режиссёр: Анатолий Петрицкий)
34. Про любовь, дружбу и судьбу (режиссёр: Рудольф Фрунтов)
35. Прощай, шпана замоскворецкая… (режиссёр: Александр Панкратов)
36. Раз на раз не приходится (режиссёр: Араик Габриэлян)
37. Сад желаний (режиссёр: Али Хамраев)
38. Свободное падение (режиссёр: Михаил Туманишвили)
39. Ссуда на брак (режиссёр: Константин Воинов)
40. Старая азбука (режиссёр: Виктор Прохоров)
41. Холодное лето пятьдесят третьего… (режиссёр: Александр Прошкин)
42. Человек с бульвара Капуцинов (режиссёр: Алла Сурикова)
43. Шантажист (режиссёр: Валерий Курыкин)
44. Шура и Просвирняк (режиссёр: Николай Досталь)

### 1988
1. Артистка из Грибова (режиссёр: Леонид Квинихидзе)
2. Аэлита, не приставай к мужчинам (режиссёр: Георгий Натансон)
3. Бомж. Без определённого места жительства (режиссёр: Николай Скуйбин)
4. В одной знакомой улице… (режиссёр: Александр Козьменко)
5. В связи с переходом на другую работу (режиссёр: Сергей Линков)
6. Вам что, наша власть не нравится?! (режиссёр: Анатолий Бобровский)
7. Верными останемся (режиссёр: Андрей Малюков)
8. Власть Соловецкая. Свидетельства и документы (режиссёр: Марина Голдовская)
9. Вознесение (режиссёр: Эдмонд Кеосаян)
10. Волчонок среди людей (режиссёр: Талгат Теменов)
11. Город Зеро (режиссёр: Карен Шахназаров)
12. Долой коммерцию на любовном фронте (режиссёр: Михаил Солодухин)
13. Дорогая Елена Сергеевна (режиссёр: Эльдар Рязанов)
14. Дорогое удовольствие (режиссёр: Леонид Марягин)
15. Жена керосинщика (режиссёр: Александр Кайдановский)
16. Защитник Седов (режиссёр: Евгений Цымбал)
17. Запретная зона (режиссёр: Николай Губенко)
18. Исповедь. Хроника отчуждения (режиссёр: Георгий Гаврилов)
19. История одной бильярдной команды (режиссёр: Себастьян Аларкон)
20. Корабль (режиссёр: Александр Иванов-Сухаревский)
21. Куколка (режиссёр: Исаак Фридберг)
22. Мелочи жизни (режиссёр: Анатолий Заболоцкий)
23. Мария, Мирабела в Транзистории (режиссёр: Ион Попеску-Гопо) совместно с Romania Film и «Союзмультфильмом»
24. Муж и дочь Тамары Александровны (режиссёр: Ольга Наруцкая)
25. Неприкаянный (режиссёр: Самсон Самсонов)
26. Осень, Чертаново... (режиссёр: Игорь Таланкин, Дмитрий Таланкин)
27. Отцы (режиссёр: Аркадий Сиренко)
28. Пилоты (режиссёр: Игорь Битюков, Отакар Фука) при участии «Баррандов» (ЧССР)
29. Поджигатели (режиссёр: Александр Сурин)
30. Приключения Квентина Дорварда, стрелка королевской гвардии (режиссёр: Сергей Тарасов)
31. Происшествие в Утиноозёрске (режиссёр: Семён Морозов)
32. Радости земные (режиссёр: Сергей Колосов)
33. Семь дней надежды (режиссёр: Виталий Фетисов)
34. Сержант (режиссёр: Станислав Гайдук) при участии «Беларусьфильма»
35. Скорый поезд (режиссёр: Борис Яшин)
36. Слуга (режиссёр: Вадим Абдрашитов)
37. Трагедия в стиле рок (режиссёр: Савва Кулиш)
38. Убить дракона (режиссёр: Марк Захаров) совместно с Bavaria Film[нем.] и ZDF-Stuttgart (ФРГ)
39. Утомлённое солнце (режиссёр: Никита Орлов, Пак Сан Бок) при участии Корейской студии художественных фильмов (Северная Корея)
40. Фантазёр (режиссёр: Валерий Бунин)
41. Чёрный коридор (режиссёр: Вадим Дербенёв)
42. Чёрный монах (режиссёр: Иван Дыховичный)
43. Шаг (режиссёр: Александр Митта) при участии Shigoto Film Production (Япония)
44. Шурави (режиссёр: Сергей Нилов)

### 1989
1. А был ли Каротин? (режиссёр: Геннадий Полока)
2. Авария — дочь мента (режиссёр: Михаил Туманишвили)
3. Беспредел (режиссёр: Игорь Гостев)
4. Брызги шампанского (режиссёр: Станислав Говорухин)
5. В ответе ль зрячий за слепца… (режиссёр: Владимир Бондарев)
6. Визит дамы (режиссёр: Михаил Козаков)
7. Две стрелы. Детектив каменного века (режиссёр: Алла Сурикова)
8. Делай — раз! (режиссёр: Андрей Малюков)
9. Жизнь по лимиту (режиссёр: Алексей Рудаков)
10. Загадка Эндхауза (режиссёр: Вадим Дербенёв)
11. Закон (режиссёр: Владимир Наумов)
12. И вся любовь (режиссёр: Анатолий Васильев)
13. Интердевочка (режиссёр: Пётр Тодоровский) совместно с «Filmstallet AB» (Швеция)
14. Камышовый рай (режиссёр: Елена Цыплакова)
15. Катала (режиссёр: Сергей Бодров, Александр Буравский)
16. Колоброд (режиссёр: Сергей Ломкин)
17. Комедия о Лисистрате (режиссёр: Валерий Рубинчик)
18. Коррупция (режиссёр: Алексей Поляков)
19. Криминальный квартет (режиссёр: Александр Муратов)
20. Леди Макбет Мценского уезда (режиссёр: Роман Балаян)
21. Лестница (режиссёр: Алексей Сахаров)
22. Любовь с привилегиями (режиссёр: Владимир Кучинский) совместно с «Союзтелефильмом», СП «Синебридж»
23. Мать (режиссёр: Глеб Панфилов)
24. Наваждение (режиссёр: Николай Стамбула)
25. Остров (режиссёр: Леонид Квинихидзе)
26. Отче наш (режиссёр: Борис Ермолаев)
27. Приговорённый (режиссёр: Аркадий Кордон)
28. Процесс (режиссёр: Алексей Симонов)
29. Прямая трансляция (режиссёр: Олег Сафаралиев)
30. Рок и фортуна (режиссёр: Никита Орлов)
31. Свой крест (режиссёр: Валерий Лонской) совместно с киностудией «Глобус» и киностудией имени М. Горького
32. Созвездие Козлотура (режиссёр: Мартирос Фаносян)
33. Софья Петровна (режиссёр: Аркадий Сиренко)
34. Сталинград (режиссёр: Юрий Озеров) совместно с Warner Bros. при участии «Грио Интертейнмент Груп» (США), «Баррандов» (ЧССР), DEFA (ГДР)
35. Стук в дверь (режиссёр: Климент Чимидов)
36. Счастливчик (режиссёр: Валентин Мишаткин)
37. СЭР (Свобода — Это Рай) (режиссёр: Сергей Бодров)
38. Утоли моя печали (режиссёр: Виктор Прохоров, Александр Александров)
39. Частный детектив, или Операция «Кооперация» (режиссёр: Леонид Гайдай)
40. Чаша терпения (режиссёр: Евгений Матвеев)
41. Чёрная роза — эмблема печали, красная роза — эмблема любви (режиссёр: Сергей Соловьёв)
42. Я в полном порядке (режиссёр: Николай Досталь)

### 1990
1. Враг народа Бухарин (режиссёр: Леонид Марягин)
2. Гол в Спасские ворота (режиссёр: Павел Любимов)
3. Десять лет без права переписки (режиссёр: Владимир Наумов) совместно с «Фора-фильм», при участии Filmverlag der Autoren (ФРГ)
4. Доминус (режиссёр: Александр Хван, Марина Цурцумия) киноальманах
5. Женский день (режиссёр: Борис Яшин)
6. Закат (режиссёр: Александр Зельдович)
7. Золотая шпага (режиссёр: Геннадий Шумский, Станислав Соколов)
8. Испанская актриса для русского министра (режиссёр: Себастьян Аларкон)
9. Карьер (режиссёр: Николай Скуйбин)
10. Катафалк (режиссёр: Валерий Тодоровский)
11. Ловкач и Хиппоза (режиссёр: Сергей Белошников)
12. Мать Иисуса (режиссёр: Константин Худяков)
13. Место убийцы вакантно (режиссёр: Валерий Курыкин)
14. Мышеловка (режиссёр: Самсон Самсонов)
15. Неизвестные страницы из жизни разведчика (режиссёр: Владимир Чеботарёв)
16. Николай Вавилов (режиссёр: Александр Прошкин)
17. Облако-рай (режиссёр: Николай Досталь)
18. Очарованный странник (режиссёр: Ирина Поплавская)
19. Паспорт (режиссёр: Георгий Данелия) при участии «Паспорт Продьюксьон» (Франция), «Пагона Продакшен» (Австрия) и «Израфильм» (Израиль)
20. По прозвищу «Зверь» (режиссёр: Александр Муратов)
21. Повесть непогашенной Луны (режиссёр: Евгений Цымбал)
22. Под северным сиянием (режиссёр: Тосио Гото, Пятрас Абукявичус, Сергей Вронский) совместно с Toei (Япония)
23. Похороны Сталина (режиссёр: Евгений Евтушенко)
24. Ребро Адама (режиссёр: Вячеслав Криштофович)
25. Русская рулетка (режиссёр: Валерий Чиков)
26. Рыцарский замок (режиссёр: Сергей Тарасов)
27. Савой (режиссёр: Михаил Аветиков)
28. Самоубийца (режиссёр: Валерий Пендраковский) при участии объединения «Активитас»
29. Смерть в кино (режиссёр: Константин Худяков) совместно с Одесской киностудией и СП «Синебридж»
30. Сукины дети (режиссёр: Леонид Филатов) совместно с «Фора-фильм»
31. Так жить нельзя (режиссёр: Станислав Говорухин)
32. Уроки в конце весны (режиссёр: Олег Кавун)
33. Футболист (режиссёр: Александр Гордон)
34. Ха! Ха!.. Хазанов (режиссёр: Геннадий Хазанов, Сергей Вронский) фильм-концерт
35. Хомо новус (режиссёр: Паль Эрдёшш) совместно с ВНР
36. Чернов/Chernov (режиссёр: Сергей Юрский)
37. Шапка (режиссёр: Константин Воинов)
38. Я сюда больше никогда не вернусь (режиссёр: Ролан Быков)

## 1991—2000

### 1991
1. Агенты КГБ тоже влюбляются (режиссёр: Себастьян Аларкон)
2. Анна Карамазофф (режиссёр: Рустам Хамдамов) совместно с Victoria film (Франция)
3. Армавир (режиссёр: Вадим Абдрашитов)
4. Бабочки (режиссёр: Андрей Малюков) совместно с Amarteks, Cinemark, Rapid Akwo (Польша)
5. Бесконечность (режиссёр: Марлен Хуциев)
6. Ближний круг (режиссёр: Андрей Кончаловский) совместно с Columbia Pictures
7. Блуждающие звёзды (режиссёр: Всеволод Шиловский)
8. Виват, гардемарины! (режиссёр: Светлана Дружинина)
9. Волкодав (режиссёр: Михаил Туманишвили)
10. Встреча с духоборцами Канады (режиссёр: Александр Гордон, Тамара Лисициан)
11. Дом под звёздным небом (режиссёр: Сергей Соловьёв)
12. Дом свиданий (режиссёр: Вадим Дербенёв)
13. За последней чертой (режиссёр: Николай Стамбула)
14. Затерянный в Сибири (режиссёр: Александр Митта) совместно с Spectrum (Великобритания)
15. Как живёте, караси? (режиссёр: Михаил Швейцер, София Милькина)
16. Клан (режиссёр: Александр Воропаев)
17. Коктейль-мираж (режиссёр: Тамара Антонова)
18. Кремлёвские тайны шестнадцатого века (режиссёр: Борис Бланк)
19. Мигранты (режиссёр: Валерий Приёмыхов) при участии НЦП «ТАЛКА»
20. Московская любовь (режиссёр: Валерий Курыкин) при участии: «Елена», Коммерческий банк «Развитие»
21. Небеса обетованные (режиссёр: Эльдар Рязанов) при участии: СП «Синебридж»
22. Нелюбовь (режиссёр: Валерий Рубинчик)
23. Ночь при дороге (режиссёр: Виталий Шувагин) совместно с «Беларусьфильмом», «8-й день» (Белоруссия)
24. Осада Венеции (режиссёр: Джорджо Феррара) совместно с «Эксцельсиорфильм ТВ», «Уджис Ф. Э.», «Чинечитта», «Rai 2», «Canal+»
25. Призрак (режиссёр: Никита Орлов)
26. Расстанемся, пока хорошие (режиссёр: Владимир Мотыль) при участии «Менатеп»
27. Стару-ха-рмса (режиссёр: Вадим Гемс) при участии «Тонап»
28. Тень, или Может быть, всё обойдётся (режиссёр: Михаил Козаков) совместно с «Союзтелефильмом», «Камера»
29. Тёмные аллеи (режиссёр: Вячеслав Богачёв)
30. Тысяча долларов в одну сторону (режиссёр: Александр Сурин)
31. Уставшие (режиссёр: Адель Аль-Хадад, Раду Крихан)
32. Ущелье духов (режиссёр: Сергей Нилов) совместно с «Туркменфильмом» при участии «Популяр»
33. Хищники (режиссёр: Александр Косарев)
34. Цареубийца (режиссёр: Карен Шахназаров) совместно с «Спектейтор интертейнмент» (Великобритания)
35. Чокнутые (режиссёр: Алла Сурикова) при участии фирмы «Домино» (Гамбург) и СП «Ретур» (Ленинград)
36. Шкура (режиссёр: Владимир Мартынов) совместно с независимой киностудией «Рапид» при участии киностудии имени М. Горького

### 1992
1. Анкор, ещё анкор! (режиссёр: Пётр Тодоровский) при участии «Домино XXI» ЛТД
2. Арбитр (режиссёр: Иван Охлобыстин) при участии «Инком-фильм»
3. Белый король, красная королева (режиссёр: Сергей Бодров)
4. Бесы (режиссёр: Игорь Таланкин, Дмитрий Таланкин)
5. В поисках золотого фаллоса (режиссёр: Себастьян Аларкон) совместно с Capsar, Ivis-Express-Auto, «Союзкино»
6. Воспитание жестокости у женщин и собак (режиссёр: Инесса Селезнёва) совместно с ТО «Экран»
7. Вынос тела (режиссёр: Валерий Лонской) совместно с «Фора Фильм»
8. Гардемарины III (режиссёр: Светлана Дружинина) совместно с ЦЦЦ-Фильмкунст ГмбХ (Германия)
9. Дом на Рождественском бульваре (режиссёр: Борис Яшин) при участии Lesinvest Ltd.
10. Женщина в море (режиссёр: Вячеслав Криштофович)
11. Золото (режиссёр: Леонид Биц, Фабио Бонци) совместно с «Энио-фильм», Viva cinematografica S.R.L. (Италия)
12. Казино (режиссёр: Самсон Самсонов) при участии «Кинком», «Союзкино»
13. Катька и Шиз (режиссёр: Тигран Кеосаян)
14. Маленький гигант большого секса (режиссёр: Николай Досталь)
15. На Дерибасовской хорошая погода, на Брайтон-Бич опять идут дожди (режиссёр: Леонид Гайдай) при участии ММО «Ингеоком», «Уникомбанк» и РСМ «Трейдинг Корп» (США)
16. Осколок «Челленджера» (режиссёр: Александр Сурин) совместно с Barnaba Films, Centre National de la Cinématographie (CNC), Canal+
17. Отшельник (режиссёр: Борис Токарев) при участии «Амбер»
18. Официант с золотым подносом (режиссёр: Роман Цурцумия)
19. Очень верная жена (режиссёр: Валерий Пендраковский)
20. Прогулка по эшафоту (режиссёр: Исаак Фридберг)
21. Прорва (режиссёр: Иван Дыховичный) совместно с Canal+, ParisMedia, Project Campo J.V.
22. Россия, которую мы потеряли (режиссёр: Станислав Говорухин) документальный
23. Сонм белых княжон (режиссёр: Николай Обухович) документальный
24. Старые молодые люди (режиссёр: Олег Шухер) при участии «Фора-фильм»
25. Танец дьявола (режиссёр: Олег Григорович)
26. Трактористы 2 (режиссёр: Глеб Алейников, Игорь Алейников) при участии «Скип», «АСКИН-Россия»
27. Тридцатого уничтожить! (режиссёр: Виктор Доценко) совместно с «Ганем-фильм» (Сирия)
28. Увидеть Париж и умереть (режиссёр: Александр Прошкин) при участии «Ибрус», «Телефильм»

### 1993
1. Ангелы смерти (режиссёр: Юрий Озеров) совместно с «Ганем-фильм» (Сирия)
2. Дети чугунных богов (режиссёр: Томаш Тот) при участии «Русской кинокомпании», «АВА»
3. Заложники «Дьявола» (режиссёр: Александр Косарев) при участии Romania Concerti (Италия)
4. Коппелия (режиссёр: Вадим Дербенёв) совместно с «Телефильмом»
5. Личная жизнь королевы (режиссёр: Валерий Ахадов, Зульфия Миршакар)
6. Маленькие человечки Большевистского переулка, или Хочу пива (режиссёр: Андрей Малюков) совместно со Студией «Ренессанс», ТО «Экран»
7. Месть шута (режиссёр: Борис Бланк) при участии Международного фонда развития киношкол имени С. Эйзенштейна, Торгово-строительная компании Erma International
8. На Муромской дорожке (режиссёр: Фёдор Петрухин) при участии Ниако компани Инк. (Южная Корея), Кинком Континент (Германия)
9. Настя (режиссёр: Георгий Данелия)
10. Пистолет с глушителем (режиссёр: Валентин Ховенко) при участии «Таркифильм»
11. Плащ Казановы (режиссёр: Александр Галин) совместно с «Казанова Продакшнз» (Италия)
12. Предсказание (режиссёр: Эльдар Рязанов) при участии Film Par Film, Orly Films (Франция), Роскомкино
13. Послушай, Феллини! (режиссёр: Михаил Швейцер, София Милькина)
14. Про бизнесмена Фому (режиссёр: Валерий Чиков) совместно с ТО «Экран», при участии АО «Флэш корпорейшн»
15. Раскол (режиссёр: Сергей Колосов) совместно с ТО «Экран», РГТРК «Останкино», при участии BBC/Footlose Productions Limited (Великобритания), Bayericher Rundfunk/RWF (Германия), Польское телевидение (Польша), RTBF/What’s on? T.V. Productions (Бельгия), SRG/SSR (Швейцария)
16. Серые волки (режиссёр: Игорь Гостев) при участии «Союзкино»
17. Сны (режиссёр: Карен Шахназаров, Александр Бородянский) при участии Роскомкино
18. Трагедия века (режиссёр: Юрий Озеров) совместно с «Ганем-фильм» (Сирия), Аль Мотехиди
19. Троцкий (режиссёр: Леонид Марягин) при участии «Дева-фильм», Forpass Ltd., Galactica Films S.A., Lestez Films, Pandora Films S.A.
20. Шейлок (режиссёр: Борис Бланк) при участии «Амерус Энтерпрайзес», Международного фонда развития киношкол имени С. Эйзенштейна
21. Эта женщина в окне (режиссёр: Леонид Эйдлин)

### 1994
1. Белый праздник (режиссёр: Владимир Наумов) при участии «Союзкино», Роскомкино
2. Страсти по Нерону (режиссёр: Олег Григорович) при участии «Музыкальный Фильм», Роскомкино, ВГТРК
3. Три сестры (режиссёр: Сергей Соловьёв) совместно с «Патмос» (Россия), Avrora-Film (Германия) при участии Роскомкино, ВГТРК
4. Я свободен, я ничей (режиссёр: Валерий Пендраковский) при участии «Союзкино», Роскомкино, ВГТРК

### 1995
1. Американская дочь (режиссёр: Карен Шахназаров) при участии «Караван», American Distribution (США)
2. Барышня-крестьянка (режиссёр: Алексей Сахаров) при участии Роскомкино
3. Бульварный роман (режиссёр: Василий Панин) при участии «Наше Кино», «Ленфильма» и Одесской киностудии
4. Грешные апостолы любви (режиссёр: Дуфуня Вишневский, Владимир Дмитриевский)
5. Какая чудная игра (режиссёр: Пётр Тодоровский) при участии «Мирабель-Фильм»
6. Компания (режиссёр: Пётр Штейн)
7. Любить по-русски (режиссёр: Евгений Матвеев) при участии ТОО «Продюсер», ПО «Завод имени Ухтомского» (Люберцы), Роскомкино
8. Мелкий бес (режиссёр: Николай Досталь) при участии Роскомкино
9. Мещерские (режиссёр: Борис Яшин) при участии Роскомкино
10. Московские каникулы (режиссёр: Алла Сурикова) при участии «Мавр», «Здункевич и Ко», Flite Bank, TVT Corporation, Роскомкино
11. Одинокий игрок (режиссёр: Ольга Басова, Владимир Басов-младший) при участии «Мавр», Концерна Гермес
12. Орёл и решка (режиссёр: Георгий Данелия) при участии «Диалог интернейшнл», Роскомкино
13. Прибытие поезда (режиссёр: Дмитрий Месхиев, Александр Хван, Владимир Хотиненко, Алексей Балабанов) киноальманах при участии «Ленфильма», Кинокомпании «СТВ», Кинокомпании «Остров», Продюсерский центр «Кинофорум», Ассоциации молодых кинематографистов, Роскомкино
14. Пьеса для пассажира (режиссёр: Вадим Абдрашитов) при участии Роскомкино
15. Роковые яйца (режиссёр: Сергей Ломкин) при участии «Ада-фильм», «А&М-Холдинг» (Чехия), Trek-Cinema Film Company, Trilobit Film Stunts Studio
16. Сын за отца (режиссёр: Николай Ерёменко-младший, Маргарита Касымова) совместно с «Беларусьфильмом»
17. Чёрная вуаль (режиссёр: Александр Прошкин) при участии Роскомкино
18. Ширли-мырли (режиссёр: Владимир Меньшов) при участии Тэпкобанка и Роскомкино

### 1996
1. Барханов и его телохранитель (режиссёр: Валерий Лонской) при участии киностудии «Глобус», Роскомкино
2. Возвращение «Броненосца» (режиссёр: Геннадий Полока) при участии киностудии имени М. Горького, Белорусского фонда помощи развитию культуры, R.A. Cinema, Новой одесской киновидеостудии, АО «Стар-Ко», Роскомкино
3. Здравствуй, племя молодое… (режиссёр: Марина Любакова, Ирина Бессарабова, Михаил Аветиков) киноальманах
4. Ермак (режиссёр: Валерий Усков, Владимир Краснопольский) при участии Uwe Rosenzweig drefa Atelier GmbH (Дрезден), Роскомкино
5. Котёнок (режиссёр: Иван Попов) при участии Роскомкино
6. Линия жизни (режиссёр: Павел Лунгин) при участии France 3 Cinema (Франция)
7. Любить по-русски 2 (режиссёр: Евгений Матвеев) совместно с «Беларусьфильмом»
8. Маркиз де Сад (режиссёр: Гвинет Гибби) при участии New Horizons, AFRA Film Enterprises Inc. (США)
9. Милый друг давно забытых лет… (режиссёр: Самсон Самсонов)
10. Научная секция пилотов (режиссёр: Андрей И) при участии ООО «Импеданс»
11. Привет, дуралеи! (режиссёр: Эльдар Рязанов) при участии Роскомкино
12. Смерть Орфея (режиссёр: Георгий Шенгелая) совместно с «Грузия-фильм» при участии Роскомкино

### 1997
1. Возвращение Жар-птицы (режиссёр: Андрис Лиепа) при участии Дягилев Центра, Universal Music Russia
2. Время танцора (режиссёр: Вадим Абдрашитов)
3. Дети понедельника (режиссёр: Алла Сурикова)
4. Дон Кихот возвращается (режиссёр: Василий Ливанов, Олег Григорович) при участии Болгарского национального киноцентра, Банка «Аэрофлот» Москва, Тэпкобанка, Роскомкино
5. На заре туманной юности (режиссёр: Василий Панин) при участии Асе-Видео
6. Подарок (режиссёр: Андрей Георгиев)
7. Полицейские и воры (режиссёр: Николай Досталь)
8. Страсти в ателье «Шах» (режиссёр: Георгий Шенгелая)

### 1998
1. День полнолуния (режиссёр: Карен Шахназаров)
2. Дети понедельника (режиссёр: Алла Сурикова)
3. Женская собственность (режиссёр: Дмитрий Месхиев)
4. Классик (режиссёр: Георгий Шенгелия) при участии «Киномост»
5. Кому я должен — всем прощаю (режиссёр: Валерий Пендраковский) при участии фирмы « Василиса»
6. Кто, если не мы (режиссёр: Валерий Приёмыхов)
7. На бойком месте (режиссёр: Алексей Сахаров) при участии «Киномост»
8. Незнакомое оружие, или Крестоносец 2 (Режиссёр: Иван Дыховичный) при участии Ассоциации каскадёров России, Фонда Развития Трюкового Кино, Роскомкино
9. Незримый путешественник (режиссёр: Игорь Таланкин, Дмитрий Таланкин)
10. Привет от Чарли-трубача (режиссёр: Владимир Грамматиков)
11. Ретро втроём (режиссёр: Пётр Тодоровский) при участии «Мирабель-Фильм»
12. Судья в ловушке (режиссёр: Сергей Колосов)
13. Тесты для настоящих мужчин (режиссёр: Андрей Разенков)

### 1999
1. Афинские вечера (режиссёр: Пётр Гладилин) при участии Gold Vision (2-В)
2. Зигзаг (режиссёр: Анатолий Ниман) совместно с Blue Ocean Pictures Corporation, Blue Ocean Partners I, Movie Reps International
3. Кадриль (режиссёр: Виктор Титов)
4. Китайский сервизъ (режиссёр: Виталий Москаленко)
5. Любить по-русски — 3. Губернатор (режиссёр: Евгений Матвеев) совместно с «Беларусьфильмом»
6. Любовь зла… (режиссёр: Владимир Зайкин)
7. Опять надо жить (режиссёр: Василий Панин) при участии «Донфильм»
8. Послушай, не идёт ли дождь… (режиссёр: Аркадий Кордон) совместно со Свердловской киностудией, при участии Роскомкино
9. Тонкая штучка (режиссёр: Александр Полынников) при участии «Мико-фильм»
10. Цветы от победителей (режиссёр: Александр Сурин)

### 2000
1. Артист и мастер изображения (режиссёр: Валерий Лонской) при участии киностудии «Глобус», Роскомкино
2. Зависть богов (режиссёр: Владимир Меньшов) при участии ЗАО Народное кино, ЗАО Роснефтеэкспорт, Роскомкино
3. Репете (режиссёр: Евгений Малевский) при участии Commodities LTD (Великобритания), Роскомкино
4. Свадьба (режиссёр: Павел Лунгин) при участии arte France Cinéma, Catherine Dussart Productions (CDP), Ciné B, Lichtblick Film- und Fernsehproduktion, Westdeutscher Rundfunk (WDR)
5. Формула счастья (режиссёр: Неля Гульчук)
6. Чек (режиссёр: Александр Бородянский, Борис Гиллер) при участии B.A.G.

## 2001—2010

### 2001
1. 101-й километр (режиссёр: Леонид Марягин)
2. Дикарка (режиссёр: Юрий Павлов) совместно с «Ленфильмом»
3. Женская логика — 1 (режиссёр: Эльдор Уразбаев) при участии ТВ Центр
4. Жизнь забавами полна (режиссёр: Пётр Тодоровский) при участии «Мирабель-Фильм»
5. Наследницы (режиссёр: Эльёр Ишмухамедов, Ирада Польских) при участии ТВ Центр
6. Не покидай меня, любовь (режиссёр: Людмила Гладунко, Борис Токарев)
7. Часы без стрелок (режиссёр: Владимир Наумов)
8. Чудеса, да и только, или Щука по-московски (режиссёр: Борис Бланк)
9. Яды, или Всемирная история отравлений (режиссёр: Карен Шахназаров)

### 2002
1. Звезда (режиссёр: Николай Лебедев) при поддержке Службы кинематографии Министерства культуры РФ
2. Иван Тургенев. Метафизика любви (режиссёр: Сергей Соловьёв) (не завершён)
3. Кавказская рулетка (режиссёр: Фёдор Попов) при участии Творческой студии «Стелла»
4. Кино про кино (режиссёр: Валерий Рубинчик)
5. Маска и душа (режиссёр: Сергей Колосов)

### 2003
1. Благословите женщину (режиссёр: Станислав Говорухин) совместно с киностудией «Вертикаль»
2. Жизнь одна (режиссёр: Виталий Москаленко) совместно с ЗАО «Народное кино»
3. Магнитные бури (режиссёр: Вадим Абдрашитов) при поддержке Службы кинематографии министерства культуры РФ и Роскинопроката
4. О любви (режиссёр: Сергей Соловьёв) совместно с киностудией «Круг» и студией «САС», при поддержке Внешэкономбанка и Министерства культуры Российской Федерации
5. Трио (режиссёр: Александр Прошкин) совместно с кинокомпанией «Централ Партнершип», при поддержке Службы кинематографии министерства культуры РФ

### 2004
1. Всадник по имени Смерть (режиссёр: Карен Шанханзаров) при участии Инвестиционно-строительной компании «Инрестрой»
2. Год Лошади: Созвездие скорпиона (режиссёр: Наталья Наумова) при участии кинокомпании «Навона», при поддержке Службы кинематографии министерства культуры РФ
3. На Верхней Масловке (режиссёр: Константин Худяков) при участии кинокомпании «Президент-фильм»
4. Сосед (режиссёр: Сергей Юрженко) при участии киностудии «Жанр», при поддержке Федерального агентства по культуре и кинематографии РФ

### 2005
1. Анна (режиссёр: Евгений Гинзбург) совместно с «Парадиз Продакшнз», при поддержке Федерального агентства по культуре и кинематографии
2. Время собирать камни (режиссёр: Алексей Карелин) совместно с «Первым каналом»
3. Доктор Живаго (режиссёр: Александр Прошкин) совместно с кинокомпанией «Централ Партнершип», при поддержке Федерального агентства по культуре и кинематографии
4. Не хлебом единым (режиссёр: Станислав Говорухин)
5. Продаётся дача (режиссёр: Владимир Потапов) при участии «СММ Арт Продакшн» и киностудии «Жанр», при поддержке Федерального агентства по культуре и кинематографии
6. Случайный взгляд (режиссёр: Владимир Мирзоев, Ольга Лист) совместно с Продюсерской компанией Юрия Гинзбурга, при поддержке Федерального агентства по культуре и кинематографии

### 2006
1. Нанкинский пейзаж (режиссёр: Валерий Рубинчик) совместно с киностудией «Арк-фильм», при поддержке Федерального агентства по культуре и кинематографии

### 2007
1. 07-й меняет курс (режиссёр: Владимир Потапов) совместно с продюсерской кинокомпанией «Киномир»
2. Артистка (режиссёр: Станислав Говорухин) при участии киностудии «Вертикаль», при поддержке Федерального агентства по печати и массовым коммуникациям и Федерального агентства по культуре и кинематографии
3. Джоконда на асфальте (режиссёр: Владимир Наумов) при участии «Союз Навона», при поддержке Федерального агентства по культуре и кинематографии
4. Ирония судьбы. Продолжение (режиссёр: Тимур Бекмабетов) копродуция с телекомпанией «Первый канал», 20th Century Fox, «Базелевс», Дирекцией кино

### 2008
1. Исчезнувшая империя (режиссёр: Карен Шахназаров)
2. Холодное солнце (режиссёр: Сергей Попов) при участии продюсерской кинокомпании «Киномир», при поддержке Федерального агентства по культуре и кинематографии

### 2009
1. В России идёт снег (режиссёр: Наталья Наумова) при участии кинокомпании «Союз Навона» и Московского нефтяного клуба; при поддержке Министерства культуры Российской Федерации
2. Кромовъ (режиссёр: Андрей Разенков) совместно с кинокомпанией «Константа-фильм»
3. Люди добрые (режиссёр: Алексей Карелин) при участии продюсерской кинокомпании «Киномир», при поддержке Министерства культуры Российской Федерации
4. Палата № 6 (режиссёр: Карен Шаханзаров)

### 2010
1. Борцу не больно (режиссёр: Нурбек Эген) совместно с киностудией «Жанр»
2. В стиле jazz (режиссёр: Станислав Говорухин)
3. Игла Remix (режиссёр: Рашид Нугманов) совместно с «Казахфильмом»
4. Китайская бабушка (режиссёр: Владимир Тумаев)
5. Перемирие (режиссёр: Светлана Проскурина) совместно с кинокомпанией «Слон»
6. Только не сейчас (режиссёр: Валерий Пендраковский) при участии кинокомпании «ПроЦентр», Европейского рекламного агентства (Польша), при поддержке Министерства культуры Российской Федерации

## 2011—2020

### 2011
1. Калачи (режиссёр: Нурбек Эген) при участии продюсерской компании Александра Литвинова
2. Москва-не-Москва (режиссёр: Сергей Сенцов) при участии продюсерской компании Александра Литвинова, при поддержке Министерства культуры Российской Федерации

### 2012
1. Белый тигр (режиссёр: Карен Шахназаров) при поддержке Министерства культуры Российской Федерации и коммерческого банка «Держава»
2. Любовь в СССР (режиссёр: Карен Шахназаров)

### 2013
1. Weekend (режиссёр: Станислав Говорухин) при участии киностудии «Вертикаль»
2. Она (режиссёр: Лариса Садилова) совместно с кинокомпанией «АРСИ-фильм», при поддержке Министерства культуры Российской Федерации

### 2014
1. Дневник мамы первоклассника (режиссёр: Андрей Силкин) при участии киностудии «Вертикаль», при поддержке Министерства культуры Российской Федерации
2. До свидания, мама (режиссёр: Светлана Проскурина) совместно с кинокомпанией «Слон»
3. Косухи (режиссёр: Себастьян Аларкон) совместно с кинокомпанией «Независимый План»

### 2015
1. Дорога на Берлин (режиссёр: Сергей Попов) при участии продюсерской компании Александра Литвинова
2. Клетка (режиссёр: Элла Архангельская) совместно с кинокомпанией «Фортуна Фильм»
3. Конец прекрасной эпохи (режиссёр: Станислав Говорухин) при участии киностудии «Вертикаль», при поддержке Министерства культуры Российской Федерации и ОАО «Газпром»
4. Подлец (режиссёр: Михаил Левитин-младший) при поддержке Министерства культуры Российской Федерации и компании «РуссНефть»

### 2016
1. Ке-ды (режиссёр: Сергей Соловьёв) совместно со Студией Сергея Соловьёва
2. Опасные каникулы (режиссёр: Ольга Беляева) при участии киностудии «Вертикаль», при поддержке Министерства культуры Российской Федерации
3. Сдаётся дом со всеми неудобствами (режиссёр: Вера Сторожева) совместно с киностудией «Вертикаль» и при участии Фонда кино
4. Экипаж (режиссёр: Николай Лебедев) совместно с киностудиями «ТриТэ», «Централ Партнершип», «Россия-1», Фондом кино

### 2017
1. Анна Каренина. История Вронского (режиссёр: Карен Шахназаров)

### 2018
1. Решение о ликвидации (режиссёр: Александр Аравин)
2. Солдатик (режиссёр: Виктория Фанасютина) при участии «ДжемСтудия», при поддержке Министерства культуры Российской Федерации

### 2019
1. Конец сезона (режиссёр: Константин Худяков) при участии «СБ ФИЛЬМ», киностудии «Вертикаль» и АО «СТ БАЛЧУГ», при поддержке Министерства культуры Российской Федерации
2. Крик тишины (режиссёр: Владимир Потапов) при участии Продюсерской компании Александра Литвинова, при поддержке Министерства культуры Российской Федерации

## 2021—2030

### 2021
1. Владивосток (режиссёр: Антон Борматов)
2. Родитель (режиссёр: Владислав Фурман) совместно с кинокомпанией «Иллюзия»

### 2022
1. У самого Белого моря (режиссёр: Александр Зачиняев) совместно с ООО «Продюсерский центр „ВГИК-Дебют“», при поддержке Министерства культуры Российской Федерации

### 2023
1. Хитровка. Знак четырёх (режиссёр: Карен Шахназаров)

### 2024
1. Игорь Таланкин. Откровения (режиссёр: Борис Токарев, Людмила Гладунко) совместно с кинокомпанией «Дебют»[16]